# Lesneven
Lesneven [lɛsnəvɛ̃] est une commune du département du Finistère, en région Bretagne.

## Géographie

### Localisation
Lesneven se situe à un carrefour routier important, au cœur du plateau du Léon, à 5 km du littoral de la Manche. C'est l'ancienne capitale historique du Pays de Léon, et encore de nos jours son principal centre commercial. Le territoire communal, peu étendu, est essentiellement occupé par l'agglomération. L'agglomération de Lesneven et celle de la commune voisine du Folgoët constituent d'ailleurs un seul et même noyau urbain, dont l'extension est limitée au sud par le territoire de la commune de Ploudaniel.
Jacques Cambry décrit ainsi en 1794 la situation de Lesneven :

« La commune de Lesneven est située sur le milieu d'une plaine qu'elle domine ; on a du clocher de cette ville une vue très étendue, mais dépouillée, sans grands effets ; la mer ne s'aperçoit que sur un angle à l'horizon. La vue vers l'ouest est plate, elle s'étend jusqu'au district de Brest. Les montagnes de Landerneau, les sommets des montagnes d'Arès arrêtent l'œil au loin : au sud, sud-est, les champs s'élèvent en amphithéâtre ; à l'orient, à quelques mille de Lesneven, ils sont bornés par des collines sur lesquelles on distingue le clocher de Plonnévès, et la commune de Lanhouarneau vers le sud-est, les clochers de Plonneventer, de Bolilis : ce dernier point de l'horizon se termine encore à 7 ou 8 lieues par une chaîne des montagnes d'Arès. »

### Communes limitrophes
| Kernouës   | Plouider   | Plouider             |
| Le Folgoët | Lesneven   | Saint-Méen, Plouider |
| Le Folgoët | Ploudaniel | Ploudaniel           |

À l'est, Lesneven est séparée des communes voisines de Saint-Méen et Plouider par un petit fleuve côtier, le Quillimadec.

### Hydrographie
Pour un article plus général, voir Réseau hydrographique du Finistère.
La commune est située dans le bassin Loire-Bretagne. Elle est drainée par le Quillimadec et divers autres petits cours d'eau,.
Le Quillimadec, d'une longueur de 22 km, prend sa source dans la commune de Plounéventer et se jette  dans la Manche à Guissény, après avoir traversé dix communes. 

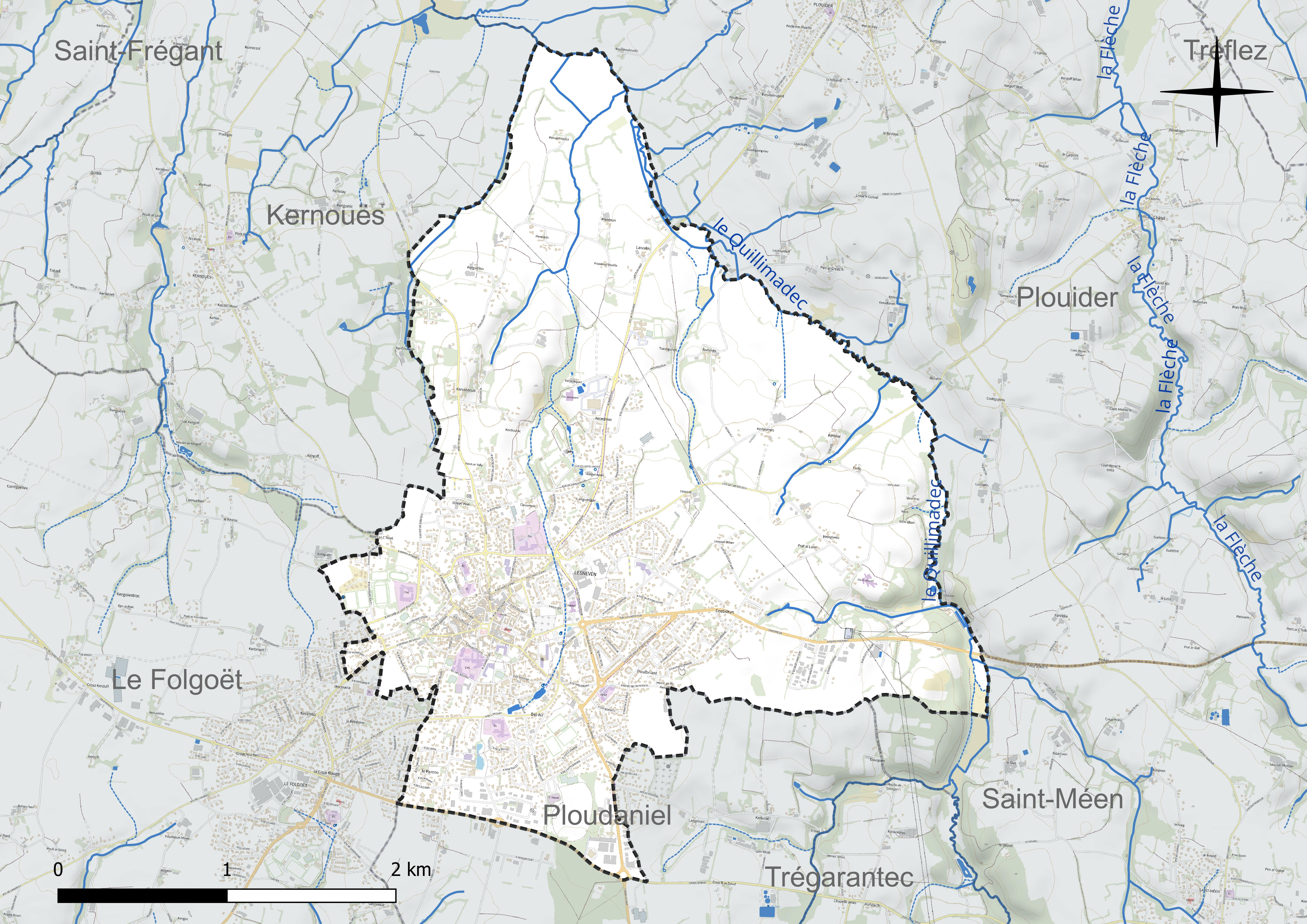
Réseau hydrographique de Lesneven.

### Climat
Pour des articles plus généraux, voir Climat de la Bretagne et Climat du Finistère.
En 2010, le climat de la commune est de type climat océanique franc, selon une étude du CNRS s'appuyant sur une série de données couvrant la période 1971-2000. En 2020, Météo-France publie une typologie des climats de la France métropolitaine dans laquelle la commune est exposée à un climat océanique et est dans la région climatique  Finistère nord, caractérisée par une pluviométrie élevée, des températures douces en hiver (6 °C), fraîches en été et des vents forts. Parallèlement l'observatoire de l'environnement en Bretagne publie en 2020 un zonage climatique de la région Bretagne, s'appuyant sur des données de Météo-France de 2009. La commune est, selon ce zonage, dans la zone « Monts d'Arrée », avec des hivers froids, peu de chaleurs et de fortes pluies.  
Pour la période 1971-2000, la température annuelle moyenne est de 11,6 °C, avec  une amplitude thermique annuelle de 9,7 °C. Le cumul annuel moyen de précipitations est de 1 042 mm, avec 16,8 jours de précipitations en janvier et 8,2 jours en juillet. Pour la période 1991-2020, la température moyenne annuelle observée sur la station météorologique la plus proche, située sur la commune de Ploudaniel à 4 km à vol d'oiseau, est de 11,6 °C et le cumul annuel moyen de précipitations est de 1 146,8 mm,. Pour l'avenir, les paramètres climatiques de la commune estimés pour 2050 selon différents scénarios d'émission de gaz à effet de serre sont consultables sur un site dédié publié par Météo-France en novembre 2022.

## Urbanisme

### Typologie
Au 1er janvier 2024, Lesneven est catégorisée centre urbain intermédiaire, selon la nouvelle grille communale de densité à 7 niveaux définie par l'Insee en 2022.
Elle appartient à l'unité urbaine de Lesneven, une agglomération intra-départementale dont elle est ville-centre,. Par ailleurs la commune fait partie de l'aire d'attraction de Brest, dont elle est une commune de la couronne,. Cette aire, qui regroupe 68 communes, est catégorisée dans les aires de 200 000 à moins de 700 000 habitants,.

### Occupation des sols
L'occupation des sols de la commune, telle qu'elle ressort de la base de données européenne d'occupation biophysique des sols Corine Land Cover (CLC), est marquée par l'importance des territoires agricoles (59 % en 2018), en diminution par rapport à 1990 (68,6 %). La répartition détaillée en 2018 est la suivante : 
zones urbanisées (37,3 %), zones agricoles hétérogènes (27,1 %), terres arables (18,8 %), prairies (13,1 %), zones industrielles ou commerciales et réseaux de communication (3 %), forêts (0,6 %). L'évolution de l'occupation des sols de la commune et de ses infrastructures peut être observée sur les différentes représentations cartographiques du territoire : la carte de Cassini (XVIIIe siècle), la carte d'état-major (1820-1866) et les cartes ou photos aériennes de l'IGN pour la période actuelle (1950 à aujourd'hui).

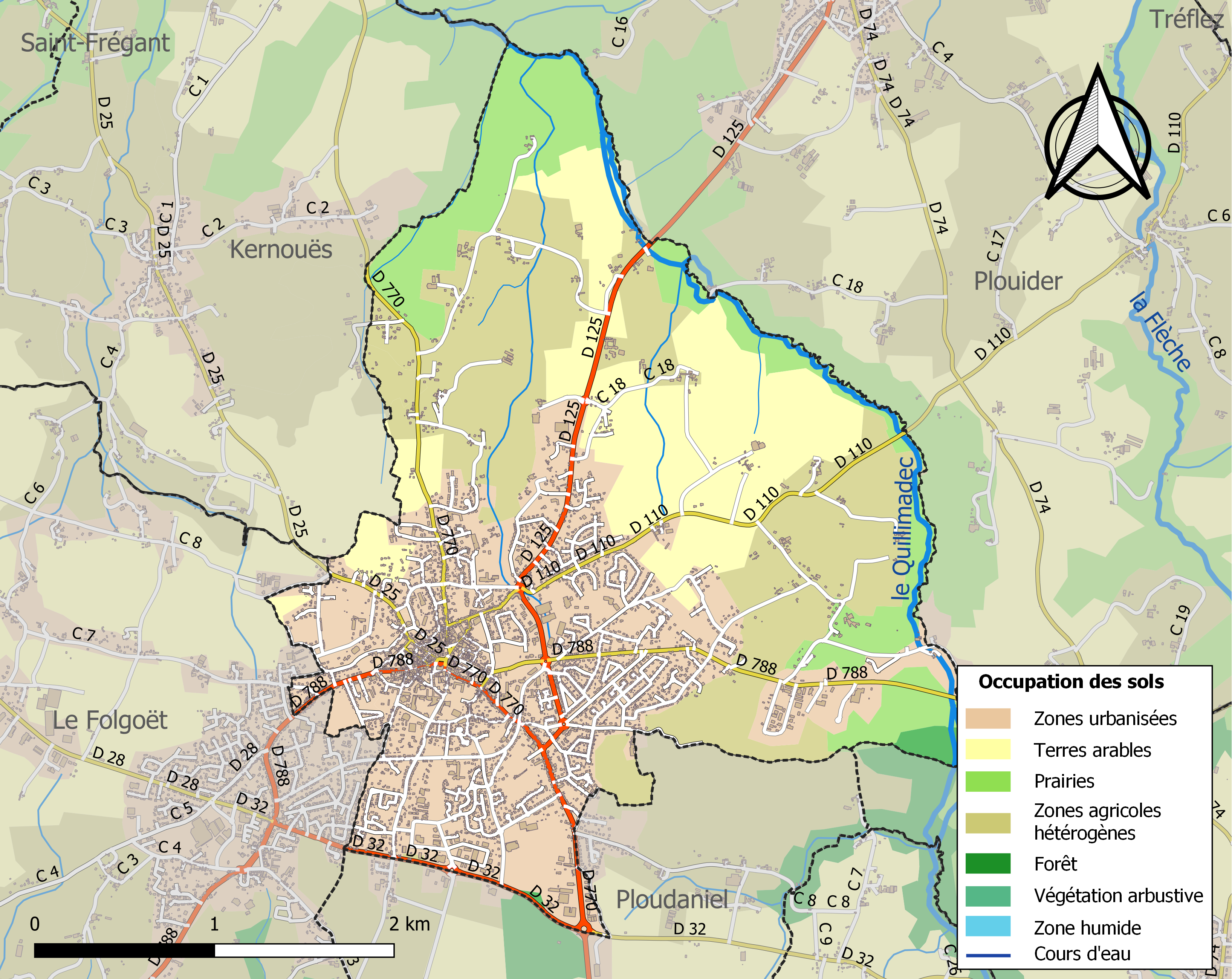
Carte des infrastructures et de l'occupation des sols de la commune en 2018 (CLC).

## Héraldique
| Blason de Lesneven | D'or au lion morné de sable, tenant entre ses pattes de devant un guidon d'azur chargé d'une fleur de lys d'or, la hampe de gueules. Aurait été donné d'office dans l'armorial d'Hozier en 1696. Explications = Le lion morné de sable est le lion du Léon. |

## Toponymie
La tradition désigne le mythique comte Even (ou Neven), parfois surnommé Even le Grand en raison de ses victoires contre les Normands, qui aurait vécu vers 900, comme étant le bâtisseur de la cité de Lesneven, au départ une simple motte féodale, dont l'étymologie serait alors Aula Eveni (« la Cour d'Even ») (en fait ce serait plutôt Aula Neveni (« la Cour de Neven »), anthroponyme que l'on retrouve dans le nom de lieu Runeven à Plouider et dans le nom breton de la commune voisine de Saint-Méen : « Sant Neven ». La légende dit que le comte Even aurait vaincu les envahisseurs normands en 875, avec l'aide de saint Goulven.
Une autre hypothèse existe : le nom de Lesneven proviendrait du breton les (château) et du saint breton Néven (Nevyn, en gallois) fête le 6 avril dans le calendrier breton.

## Histoire

### Origines
La fondation de Lesneven remonte au haut Moyen Âge avec la paroisse primitive de Notre-Dame. Cette paroisse faisait partie de l'archidiaconé de Kemenet-Ily relevant de l'évêché de Léon. Elle avait comme trève Languengar. Elle est issue d'un démembrement de la paroisse de Plouider. L'église Notre-Dame aurait été fondée en 1111 par Alain Fergent selon Bertrand d'Argentré ; en 1209 elle est donnée, ainsi que le four à ban de la ville, par Alix de Bretagne à Ameline d'Écosse, abbesse de Saint-Sulpice des Bois. L'église Notre-Dame devient alors un prieuré ; la liste des prieures ainsi que celle des prêtres desservant la paroisse est en partie connue jusqu'en 1713.
L'église Notre-Dame est reconstruite en 1348 par le duc Jean IV de Bretagne et transformée en collégiale à laquelle se joindra, plus tard, celle de Saint-Michel.

### Le Moyen Âge

#### Guerres et troubles

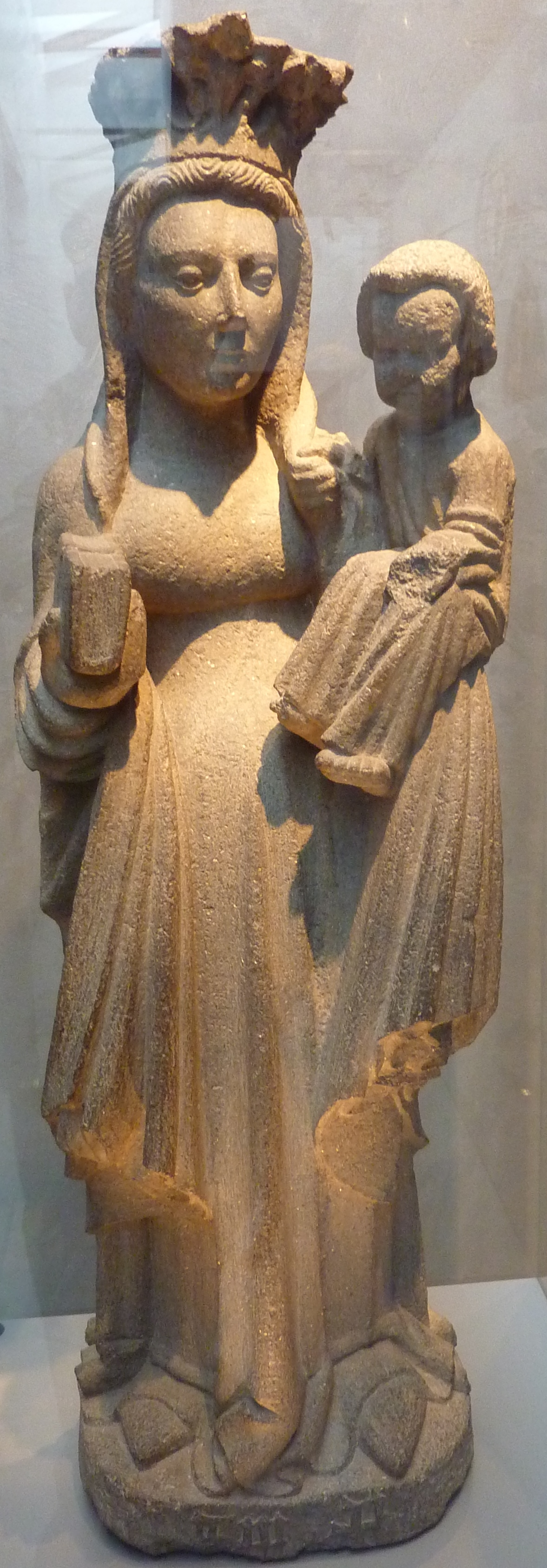
Lesneven (XIIIe siècle), Vierge à l'Enfant Jésus, Rennes, musée de Bretagne.

Lesneven fut, durant tout le Moyen Âge, la capitale militaire des comtes de Léon qui y installèrent une de leurs quatre châtellenies, et y construisirent au XIIIe siècle un imposant château fort (lors de la construction de la prison entre 1782 et 1784, on trouva  « quelques restes du château d'Even, entre autres un appartement octogone et voûté »), à l'emplacement de l'actuelle Place du Château. Au XIIe siècle, le duc de Bretagne Alain Fergent établit à Lesneven une cour de justice pour tout le pays de Léon. Entre 1214 et 1216, le Léon est envahi par Pierre de Dreux, dit Mauclerc, qui conquiert Lesneven en 1216. Le pouvoir des comtes de Léon prit alors fin, Pierre Mauclerc, jouant des dissensions internes à la famille de Léon, et s'emparant des terres de Conan Ier de Léon pour les intégrer au domaine ducal du duché de Bretagne.
Durant la guerre de Succession de Bretagne, les partisans de Charles de Blois développent la forteresse de Lesneven pour faire contrepoids à celle de Brest, aux mains des partisans de Jean de Montfort, mais la ville passa plusieurs fois alternativement aux mains des Français et des Anglais, alliés de Jean de Monfort : en 1372, la population de Lesneven, excédée par les pillages de la garnison anglaise, aida les partisans de Charles de Blois  à la massacrer. En 1374, le duc de Bretagne Jean IV prit la ville, et passa au fil de l'épée toute la garnison française qui la défendait. Bertrand Du Guesclin s'empare de la ville en 1375. Les Anglais n'abandonnèrent définitivement la ville qu'en 1397. Par la suite, la forteresse de Lesneven perdit son importance stratégique, servant même de carrière de pierre au XVIIe siècle.
Entre 1426 et 1544, la noblesse du Léon organise plusieurs montres à Lesneven, qui sont aussi l'occasion de grandes foires animant la ville.
En 1509, une terrible épidémie de peste sévit à Lesneven.
Pendant les guerres de la Ligue, après des combats extrêmement violents, la population finit par se rallier le 8 août 1594 au gouverneur de Brest, René de Rieux, dit « Sourdéac ».

#### Jehan Marec'h, l'«Attila de Lesneven»
Jehan Marec'h, seigneur qui habitait le manoir de Guiquelleau (une paroisse voisine, désormais incluse dans la commune du Folgoët), fut célèbre pour ses actes de banditisme et surnommé pour cette raison l'« Attila de Lesneven ». Entre 1514 et 1527, il fit de nombreuses victimes, s'attaquant à des personnes de toutes conditions, gentilshommes, prêtres, roturiers. Il osa même attaquer la garde personnelle du roi François Ier lorsque celui-ci vint faire ses dévotions au Folgoët en 1518. Le 15 janvier 1527, il assassine son voisin et suzerain, le baron Henri de Penmarc'h (en Saint-Frégant), qu'il tue d'un carreau d'arbalète et de 65 coups d'épée à la fin d'un banquet. Il est alors arrêté et condamné le 17 février 1527 à être décapité sur la place de la Cohue à Lesneven ; on lui coupa son bras droit, qui fut attaché à un poteau près des douves du château de Lesneven et sa tête fut piquée sur un pieu pour être exposée.
À Lesneven, le nombre des baptêmes passe d'une moyenne de 15 par an entre 1545 et 1549 à une quarantaine entre 1571 et 1590, mais baisse à une moyenne de 22 par an entre 1591 et 1600 (quatre en 1597, cinq en 1598) en raison des Guerres de la Ligue et des mauvaises conditions climatiques.

#### L'hospice de Saint-Maudez
L'hospice de Saint-Maudez aurait été fondé au XIIIe siècle par la famille Gouzillon de Kerno, probablement à un retour de croisade ; ils le dotèrent de terres et de rentes pour en financer le fonctionnement ; destiné à recevoir les vieillards nécessiteux et les petits enfants, il fut placé sous le patronage de saint Maudez. Il servit entre autres lors de l'épidémie de peste de 1627.
Cet hospice est abandonné en 1713, mais un hôpital est construit dans le courant du XVIIIe siècle par Claude-Alain Barbier, comte de Lescoët, qui demeurait au château de Kerno en Ploudaniel et fit reconstruire également en 1786 (la chapelle antérieure datait du XVe siècle) la chapelle Saint-Maudez, qui fut abandonnée pendant la Révolution française. En 1788, l'hôpital possède de 50 à 60 lits.

#### La sénéchaussée et la communauté de Lesneven
Jusqu'à la Révolution française, la ville fut aussi le siège d'une importante sénéchaussée (circonscription judiciaire), créée en 1565 par le roi Charles IX, dont le ressort s'étendait sur une bonne partie du Nord-Finistère actuel ; 26 justices seigneuriales en dépendaient, dont celle de la principauté de Léon (son siège était à Landerneau et elle appartenait à la maison de Rohan) et celle de Saint-Renan). Plusieurs membres de la famille de Poulpry se succédèrent dans cette charge, dont Alain Jacques de Poulpry de Kerillas en 1722 ; le dernier sénéchal fut à partir de 1784 Nicolas-Jacques Cosson de Kervodiès.
Jusqu'à la Révolution française, la ville fut dirigée par une « Communauté », qui avait le droit de députer aux États de Bretagne, chargée « de l'administration de la ville, sous la surveillance minutieuse de l'intendant de la province. Elle n'avait la charge ni de répartir les impôts, ni de les percevoir, mais elle nommait des personnes “intelligentes” pour en établir les rôles et pour le percevoir des personnes “sachant lire et écrire” (ce qui était rare alors à Lesneven) et assez riches pour pouvoir en répondre sur leur fortune personnelle. […] Quand ses membres n'étaient plus assez nombreux, [la  Communauté] se réunissait, et de nouveaux collègues étaient élus à la majorité des voix ». La dernière élection connue eut lieu le 17 juillet 1791 : 19 nouveaux conseillers furent élus ce jour-là. « Les conseillers ainsi nommés montraient peu d'enthousiasme pour assister aux séances », l'absentéisme était fréquent, indique René Leroy qui cite l'exemple de la réunion du 7 juillet 1731 où, huit conseillers seulement étaient présents, en nombre insuffisant pour pouvoir délibérer alors qu'il fallait réparer les pavés de la ville qui en avaient bien besoin, ne l'ayant pas été depuis au moins quinze ans. L'Intendant dut menacer les conseillers de déchéance et d'amendes pour les contraindre à participer aux réunions.

### Languengar
Languengar fut, jusqu'à la Révolution française, une petite paroisse située au nord-ouest de Lesneven et incorporée dans la commune de Lesneven en 1791. Il n'en reste presque aucune trace, même l'église et le cimetière de Languengar ont disparu.

### La tradition du gui à Lesneven

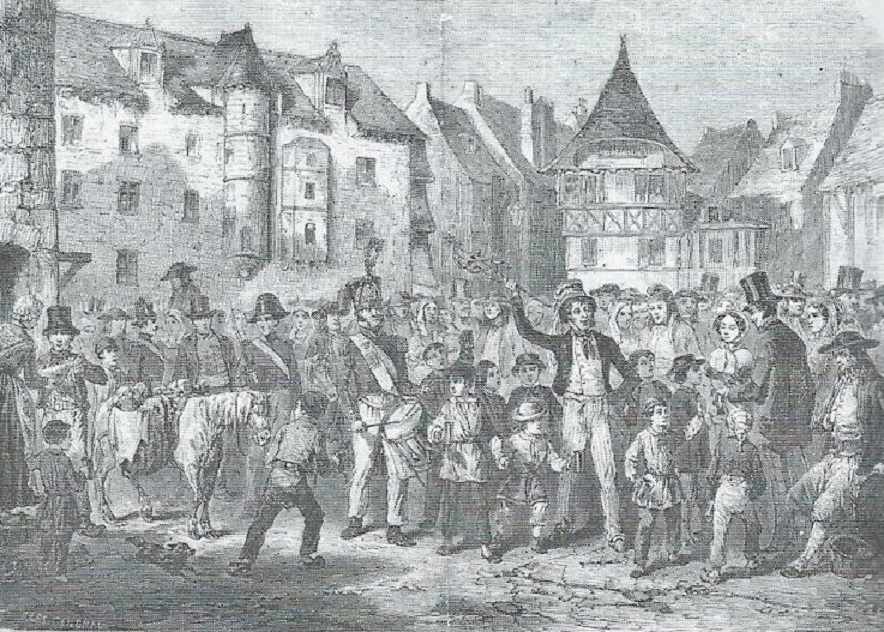
Max Radiguet, La fête de lÉpigane à Lesneven (L'Illustration, 1854).

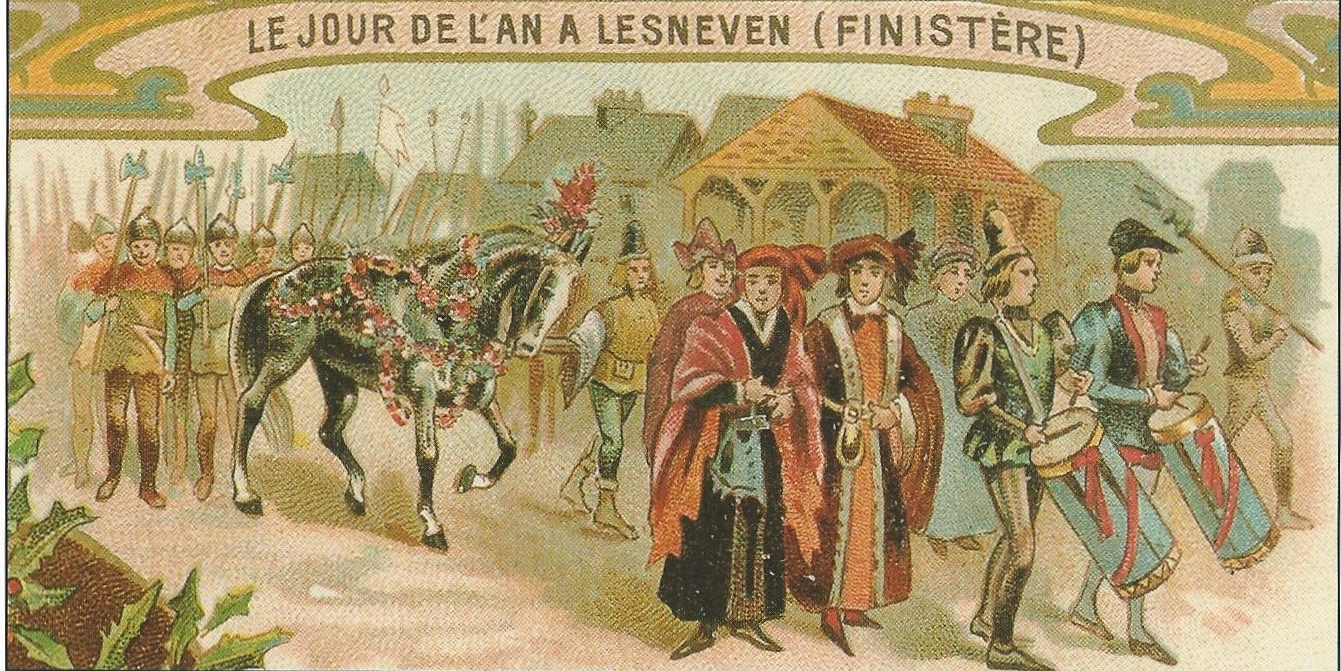
La tradition de la fête du Nouvel An à Lesneven.

Jacques Cambry décrit comme la survivance d'une tradition druidique la procession du gui (fête de l'éguigané, qui avait lieu entre Noël et le Nouvel An) à Landerneau et à Lesneven :

« En 1788, les échevins, les administrateurs de l'hôpital promenoient encore un bœuf et un cheval couvert de fleurs et de lauriers, dans toutes les rues de Lesneven ; la marche était précédée d'instrumens, de fifres, de tambours ; on s'arrêtoit de tems en tems, en s'écriant : Guy na-né, Voilà le guy. La quête qu'on faisoit à la porte des riches se partageoit entre les prisonniers, les hôpitaux, les récolets, et les pauvres honteux ; il n'est aucun de nos lecteurs qui ne sache à quels siècles se rapporte cet ancien usage. Qui ne se rappelle les taureaux que les Druides immoloient dans leurs forêts aux pieds de leurs chênes sacrés, à l'époque du nouvel an ? qui ne les voit vêtus de blanc, à l'aide d'une serpe d'or, détachant en silence le guy du rouvre ? Des Vacies les recevoient dans un voile de lin ; le peuple prosterné attendoit qu'on lui distribuât des parcelles de ce rameau tombé du Ciel, né sans germe : il éloignoit les enchanteurs, les prestiges ; les esprits malfaisans ne pouvoient rien contre la puissance céleste : trempé dans les fontaines ou dans les eaux qu'on distribuoit aux animaux il détruisoit toute influence dangéreuse ; la foudre respectoit la maison qui le recevoit. »

### DuXVIesiècleauXVIIIesiècle

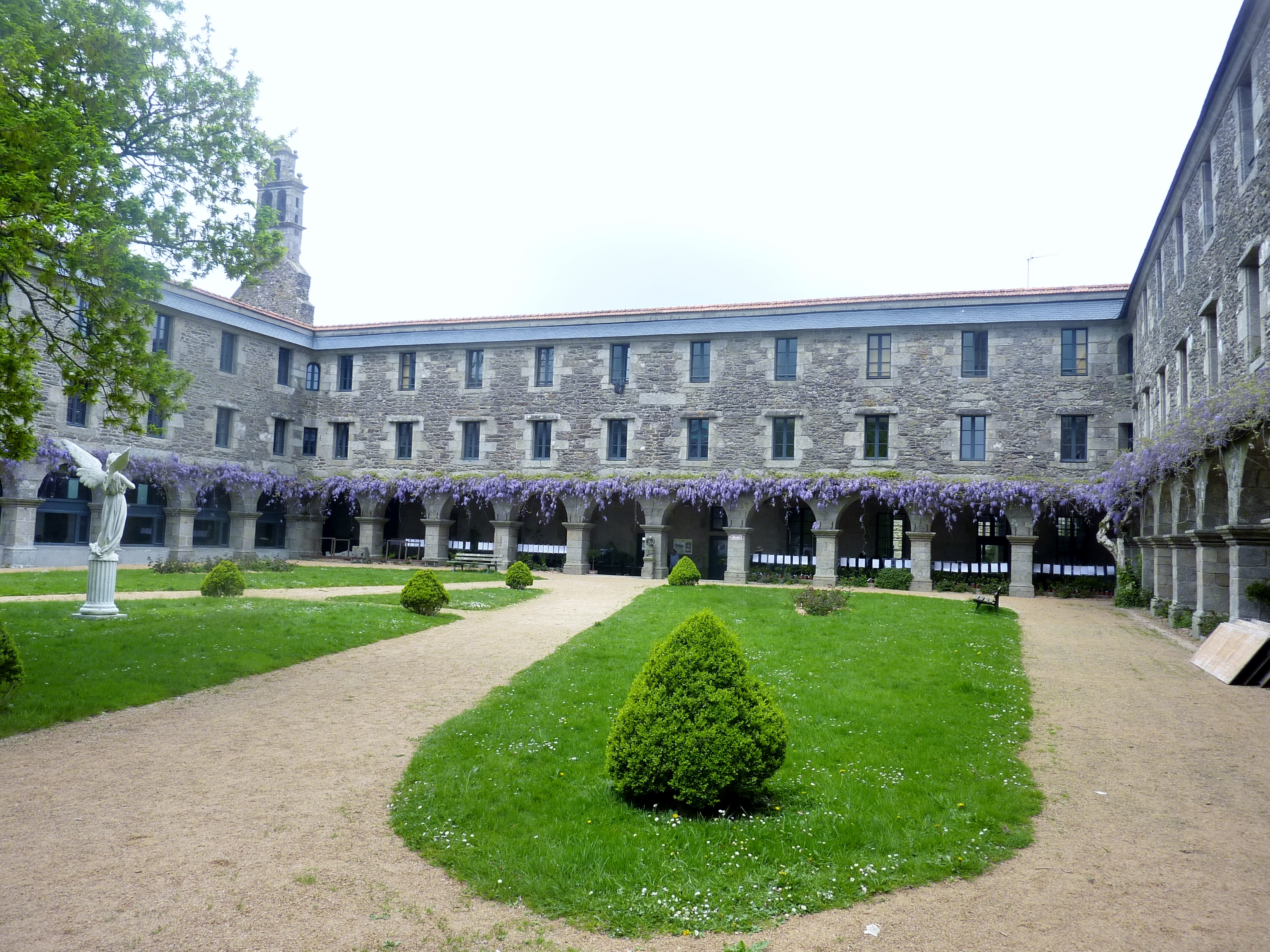
Le cloître du couvent des Ursulines, construit entre 1715 et 1748 (actuel musée du Léon).

Au XVIIe siècle, l'église Notre-Dame, qui bénéficiait de nombreuses donations et fondations, possédait au moins cinq confréries : de la Trinité, du Rosaire, de Notre-Dame du Mont-Carmel des Agonisants et des maîtres es arts. Les seigneurs de Kergoff et de Lesdourdu y jouissaient d'un droit de prééminence, Alain Barbier, seigneur de Kerno, acquit en 1646 les droits du seigneur de Kergoff. En 1777, l'église Notre-Dame est dans un si piteux état qu'il est décidé de la reconstruire entièrement, la communauté de ville s'en chargeant : l'église fut alors démolie, ses matériaux vendus, en prévision de sa reconstruction, mais la Révolution française l'empêcha.
Deux couvents furent construits grâce à d'importantes donations : le couvent des Ursulines, entre 1678 et 1746 (actuel « Musée du Léon », ce couvent comprenait une quarantaine de religieuses qui veillaient à l'éducation des jeunes filles) et le couvent des Récollets, fondé en 1625 par le seigneur de Kerno, de Ploudaniel (actuel lycée Saint-François). La communauté des Ursulines accueillait des demoiselles issues des plus grandes familles de la noblesse léonarde auxquelles elles enseignaient la lecture, l'écriture, le calcul, la morale chrétienne et, pour les filles les plus démunies, l'art ménager. À la veille de la Révolution française, une soixante de pensionnaires étaient accueillies.
L'église paroissiale Saint-Michel fut rebâtie entre 1755 et 1763, mais a conservé son portail Renaissance daté de 1634, ainsi qu'une « Vierge » du XVe siècle et un tableau (Nativité) du Frère Luc.
Plusieurs hôtels particuliers sont construits au XVIIe siècle comme l'hôtel de Kermenguy, de style Renaissance, avec ses lucarnes à fronton en arc de cercle, d'une architecture austère, construit par Henry de Kermenguy et qui fut, à la fin du XVIIIe siècle la demeure de Jean Marie Henry de Kermenguy, procureur du Roi et maire de la ville ; comme l'hôtel de Kerdanet, construit au début du XVIIIe siècle par René Calvez de Kerambartz qui se qualifiait alors de « maire perpétuel et héréditaire », qui appartint ensuite à la famille Miorcec de Kerdanet ou encore l'hôtel Barbier de Lescoët, dit aussi hôtel de France, qui date du XVIIe siècle.

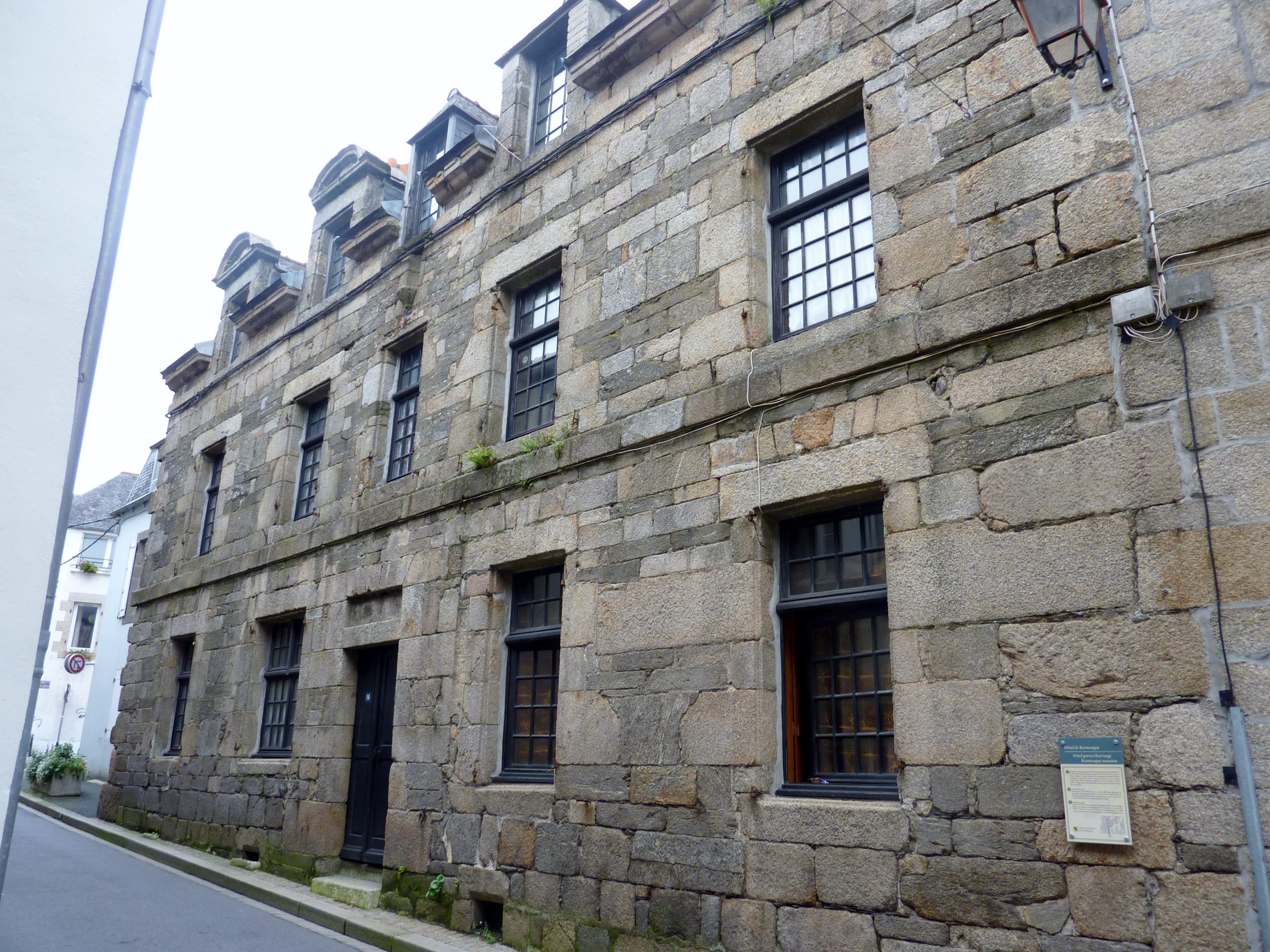
L'hôtel de Kermenguy (construit au XVIIe siècle par la famille Henry de Kermenguy).
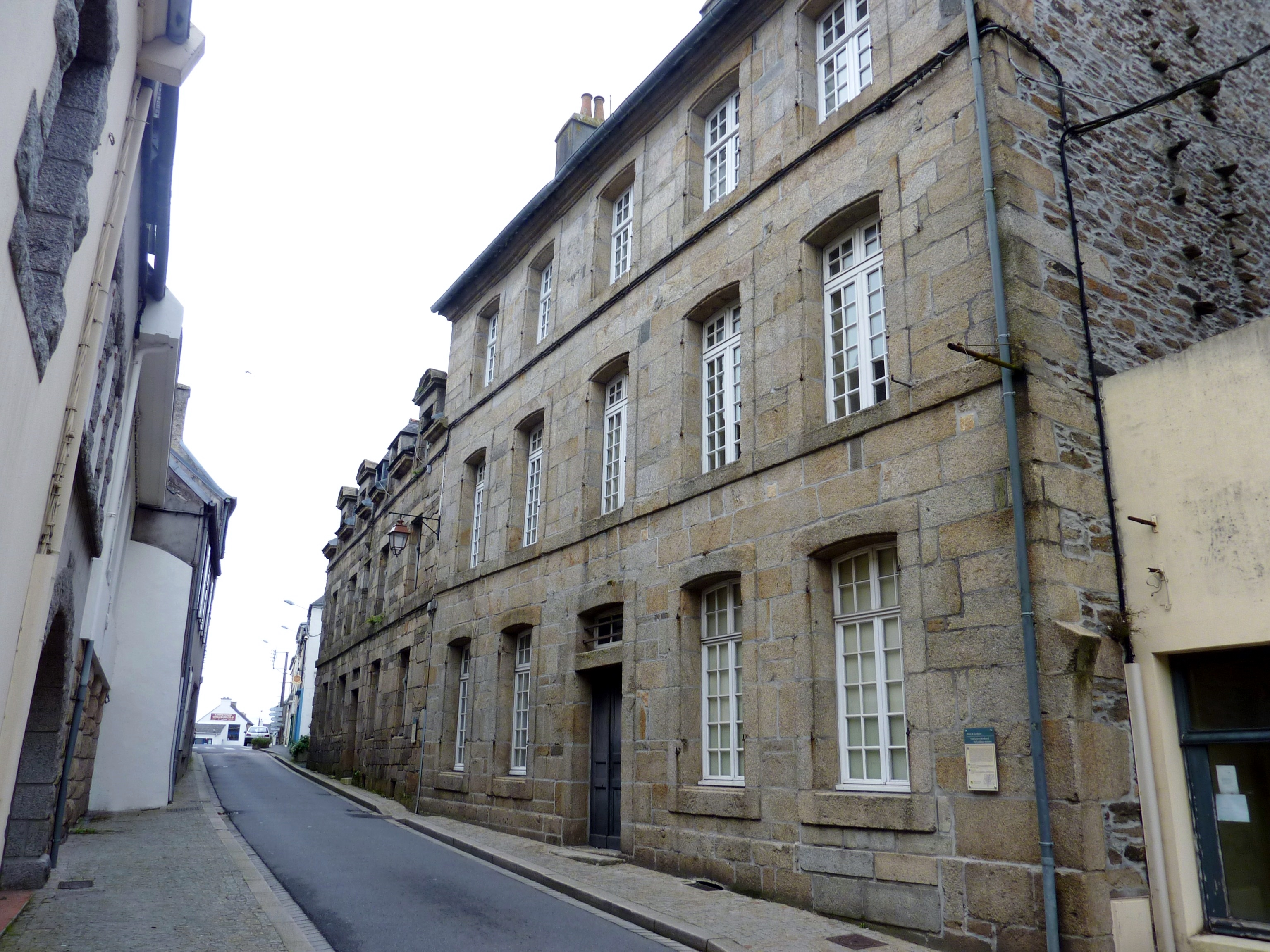
L'hôtel de Kerdanet (construit par René Calvez de Kerambartz au début du XVIIIe siècle, puis habité par la famille Miorcec de Kerdanet).

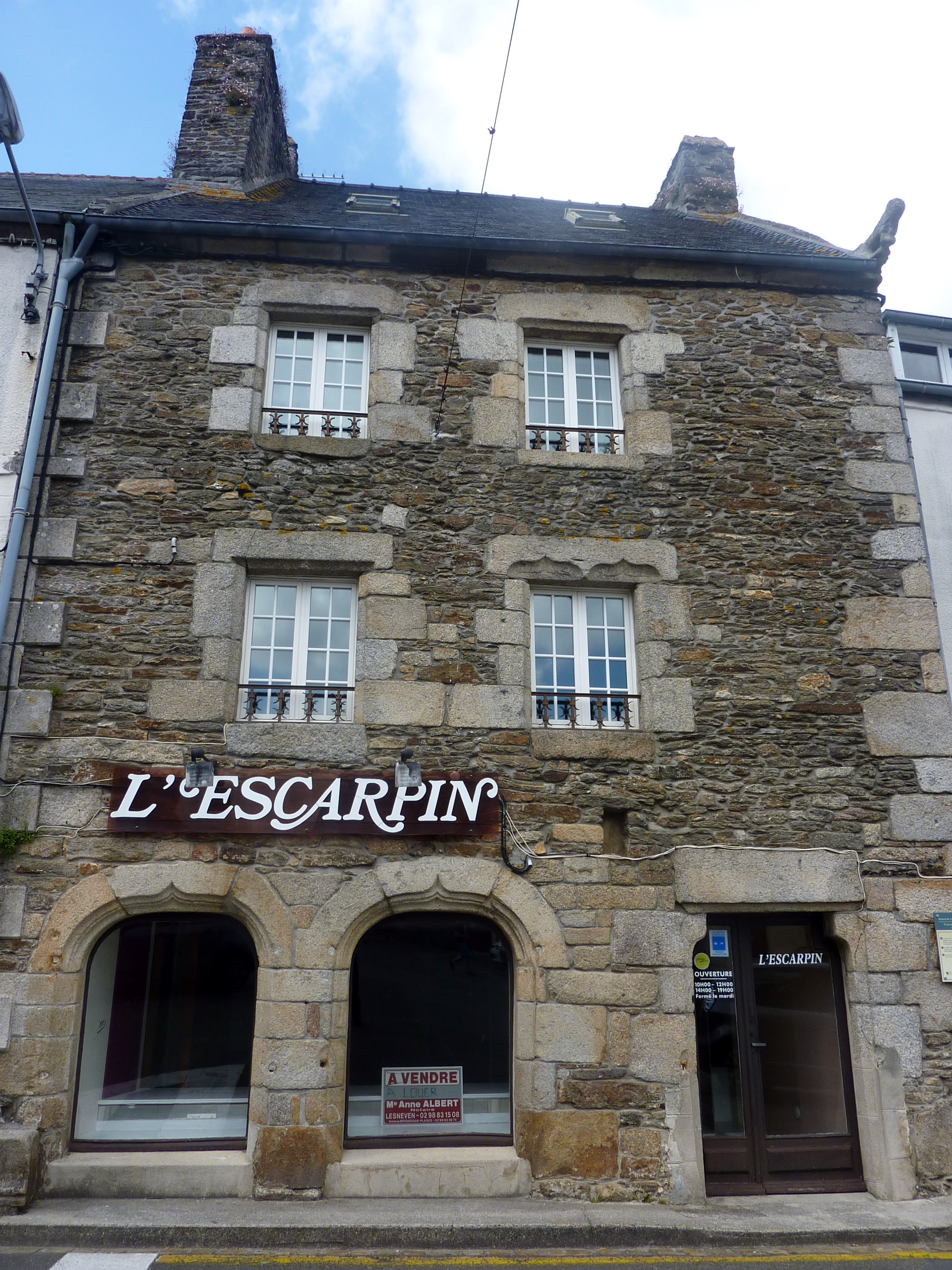
Lesneven : maison du XVe siècle.
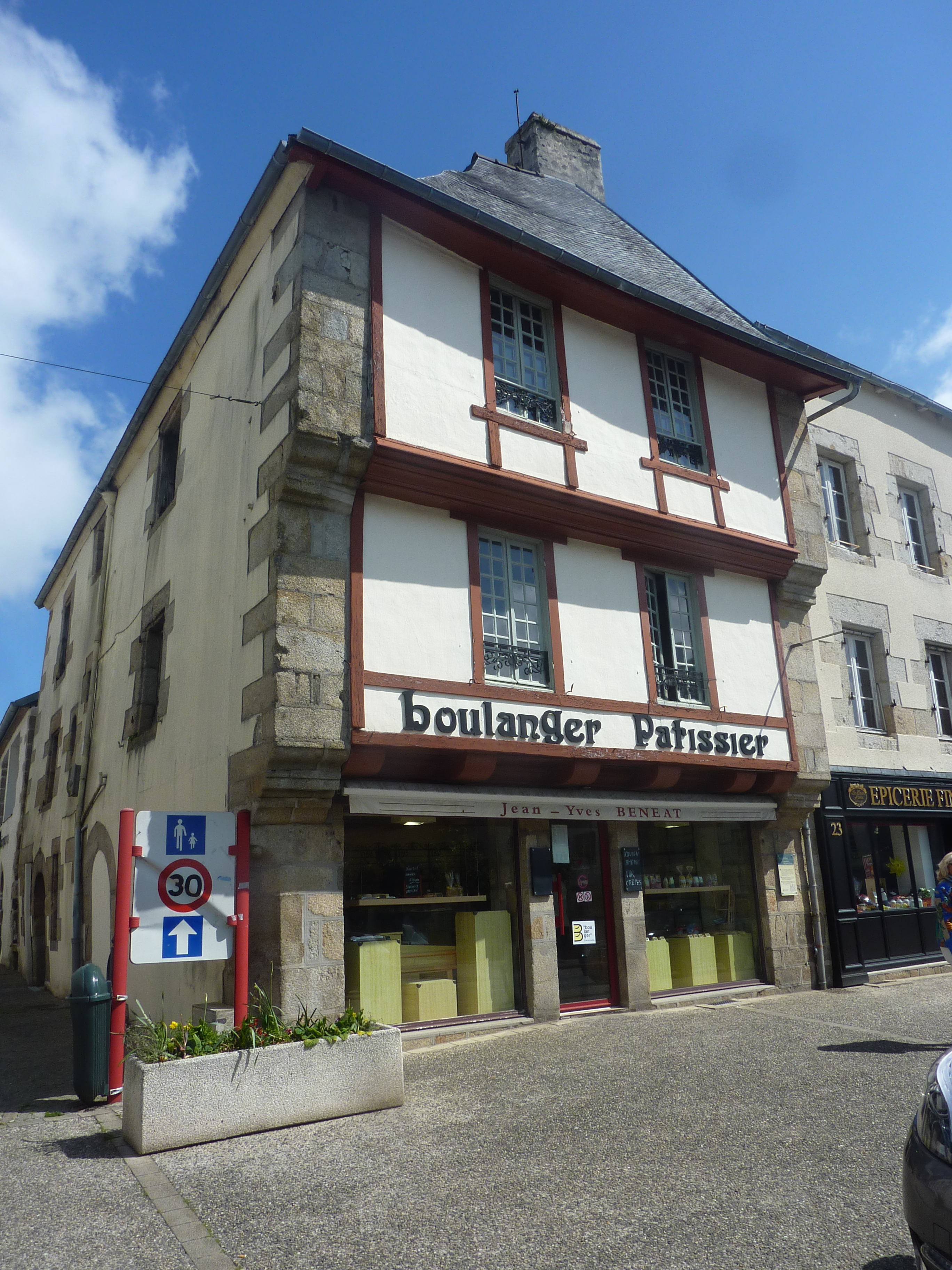
Maison à colombages du XVIe siècle.
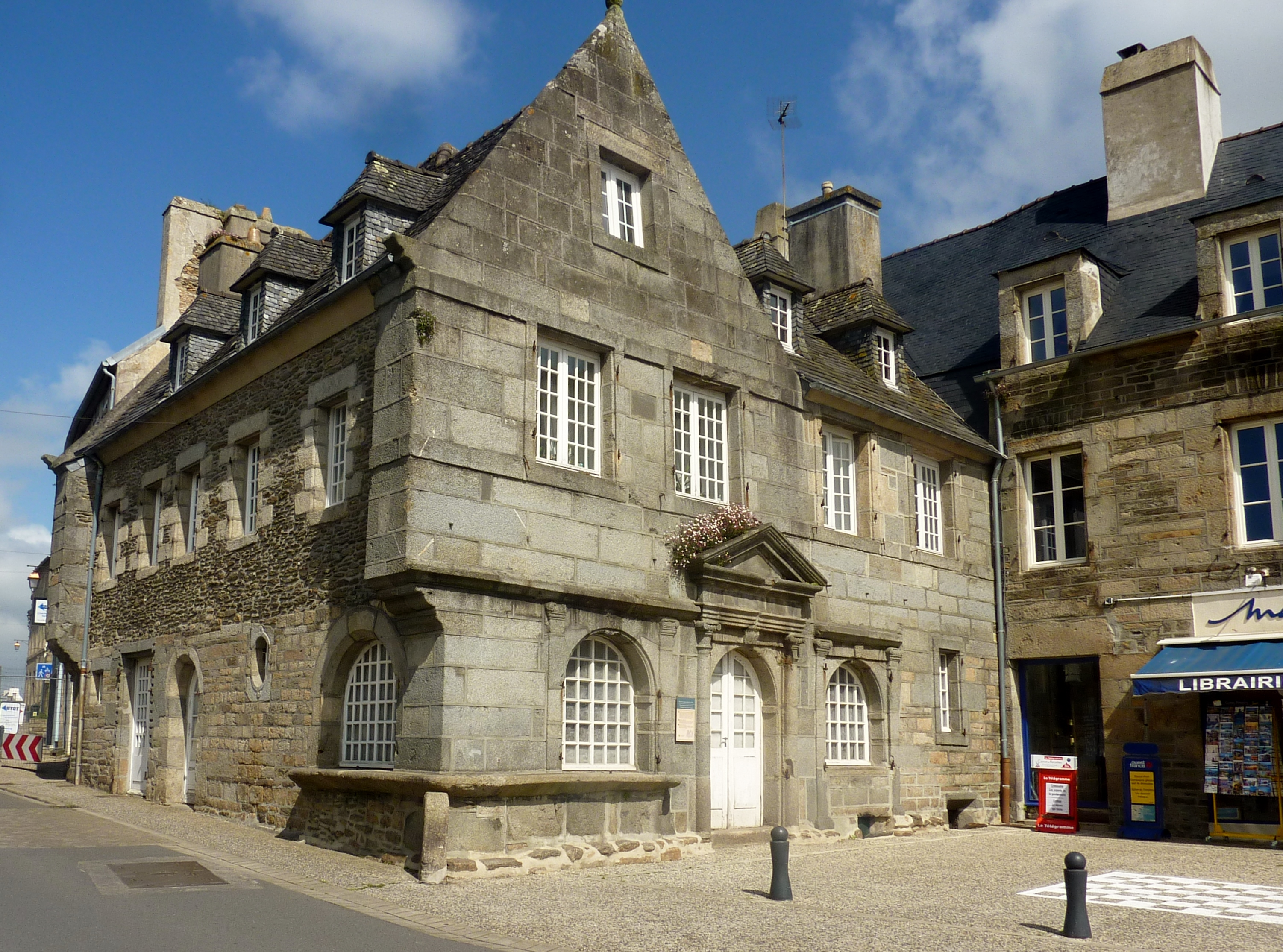
Lesneven : maison de commerce du XVIIe siècle.
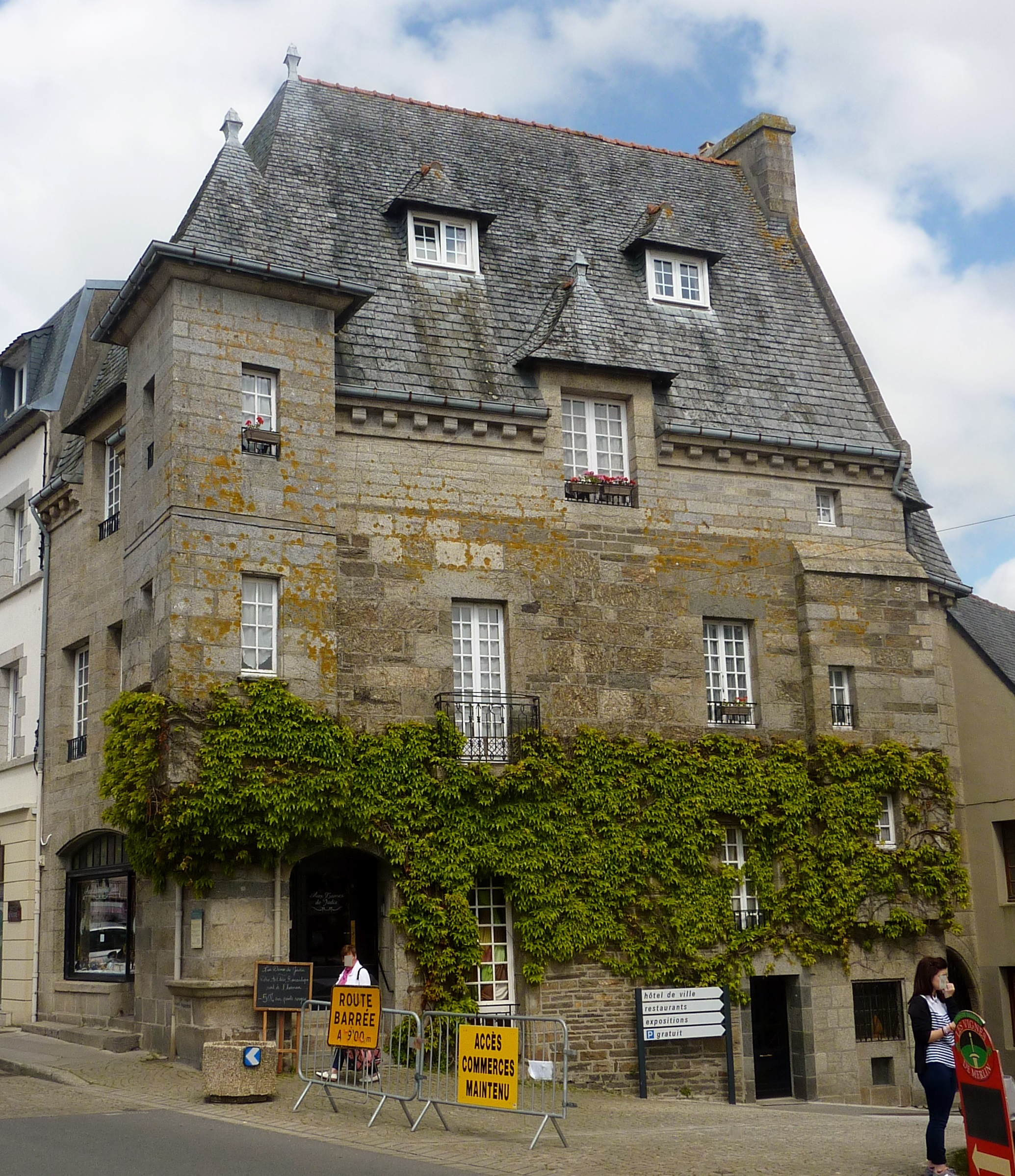
Lesneven : maison du XVIIe siècle, avec sa tour d'angle.

Le rôle commercial de Lesneven s'affirma également, avec ses foires très réputées (9 par an au XVe siècle, quatre par an du XVIe siècle au XVIIIe siècle), et ses marchés chaque lundi dès le Moyen Âge ; ses halles construites en 1659 étaient réputées être les plus vastes de Bretagne. Joseph-Émile Gridel écrit en 1862 : « Les halles de Lesneven « sont une véritable cour des miracles qui sert d'asile à une foule de malingreux couverts des guenilles les plus fantastiques » ; elles furent détruites en 1893. Le plus important marché du Léon se déroule toujours chaque lundi à Lesneven.
En 1759, une ordonnance de Louis XV ordonne à la « campagne de Lesneven » de fournir quatre hommes et de payer 26 livres pour « la dépense annuelle de la garde-côte de Bretagne ».
En 1773, Christophe Castel, 23 ans, originaire de Lesneven, qui a dérobé 273 livres dans la paroisse de Sizun, et volé un cheval au pâturage sur la paroisse de Guimiliau, est condamné « d'être pendu et étranglé, jusqu'à ce que mort s'ensuive, par l'exécuteur de haute justice, à une potence qui sera pour cet effet plantée à la place publique et patibulaire de la ville [Lesneven] » et, en outre, à la confiscation de ses meubles et aux dépens.
Une épidémie de fièvre typhoïde sévit, comme dans la plupart des paroisses voisines, à Lesneven en 1775, y faisant cette année-là 86 morts. En 1777, une épidémie de peste fait des ravages à Lesneven. Le subdélégué de Lesneven écrit :

« La maladie fait un ravage affreux. Il y a dans la ville cent dix-neuf malades. À ce que m'a dit le recteur, il n'y a que les pauvres qui en soient attaqués. Le Saint-Sacrement sort trois à quatre fois par jour et on fait aussi jusqu'à trois enterrements par jour. Le meilleur confesseur de cette ville est mort de la maladie, après les plus grands travaux (souffrances). »

Selon Jacques Cambry, Lesneven vers 1780 avait 2 300 « communiants », une subdélégation, une brigade de maréchaussée et deux couvents (Récollets et Ursulines). La ville était le siège ordinaire des juges royaux du Léon, juridiction de vaste étendue. Il s'y tenait alors neuf foires par an et un marché chaque semaine.
La région de Lesneven au XVIIIe siècle a fait l'objet d'une étude de Pierre Tanguy publiée dans le Bulletin de la Société archéologique du Finistère.

### La Révolution française
Le 1er avril 1789, les 158 délégués de la sénéchaussée du Léon se réunirent à Lesneven pour coordonner les cahiers de doléances des 97 paroisses et procéder à l'élection de deux députés aux États généraux : Guy Le Guen de Kerangal, négociant et propriétaire à Landivisiau, et François-Augustin Prudhomme de Kérangon, furent élus.
Les Ursulines sont expulsées de leur couvent en 1792 ; les bâtiments du couvent servent un temps de caserne, puis d'annexe à l'hôpital maritime de Brest.
Lesneven fut chef-lieu du District de Lesneven de 1790 à 1795. Jacques Cambry décrit alors ainsi la ville :

« Lesneven est petit, on n'y voit pas un bâtiment de marque, excepté l'hospice de la Marine, assez vaste, mais sans architecture ; c'étoit un couvent d'Ursulines : cet hospice est bien loin de Brest. J'ai vu mourir sur des charrettes les matelots qu'on y portoit […]. Cinq cent douze malades peuvent être soignés dans les treize salles de l'hospice de Lesneven. […] L'hôpital civil […] n'est composé que de cent lits. […] On frémit en entrant dans la prison de Lesneven. Quelle infection, quelle malpropreté, quelle cruelle démonstration de la haine de l'homme pour ses semblables, ou de son inconcevable insouciance ! »

Surnommé le « Coblentz finistérien », le district de Lesneven, suspecté de complaisance à l'égard des aristocrates et des réfractaires, vit le Conseil général ordonner le 21 août 1792 la mise en arrestation des cinq membres de son directoire et du procureur syndic, remplacés par une administration sous la tutelle de Brest.
En mars 1793, toute la région de Lesneven s'insurge à l'occasion de la levée de 300 000 hommes, mais l'insurrection est écrasée par Jean Baptiste Camille de Canclaux, commandant en chef de l'Armée des côtes de Brest. Le 23 avril 1793, à la suite de la bataille de Kerguidu, Jean Prigent, maire de Plouzévédé est guillotiné à Lesneven.
Le 25 germinal an II (14 avril 1794), un lundi, jour de marché, deux prêtres réfractaires sont guillotinés à Lesneven. La sentence est justifiée ainsi par le tribunal révolutionnaire : « Tous les deux sont convaincus d'être prêtres non assermentés et comme tels avoir été sujet à la déportation. En conséquence, ordonne que les dits Jean HABASQUE et Guillaume PETON seront livrés dans les 24 heures à l'exécuteur des jugements criminels pour être mis à mort sur la place du marché publique de Lesneven ». Jean Habasque, 42 ans, né au terroir de Keraigen en Kerlouan le 25 janvier 1752 est arrêté à Kerlouan le 28 mars 1794. Guillaume Péton, 41 ans, né à Plourin-Ploudalmézeau en 1753, demeurant à Saint-Thégarec, commune de Kerlouan, devenu prêtre le 28 mars 1789, puis prêtre de Kerlouan, est arrêté le 28 mars 1794. Un vitrail de l'église de Lesneven représente la mise à mort de ces deux prêtres léonards.
Toussaint Perrot né le 12 février 1761 - Lestevennec - Plouider, décédé le 22 janvier 1804 - Moulin Nevez - 1 pluviose an XII - Trégarantec, à l'âge de 42 ans fut capitaine de la Garde Nationale de Lesneven en 1794. Il était aussi cultivateur sur Lestevennec, meunier au moulin de Coatmenach, à Plouider. En 1798, un commissaire de district porte sur lui le jugement suivant : « bon patriote, sachant lire et écrire, ayant du bon sens mais peu de conduite ». Il profite de la nationalisation des biens du clergé et de la noblesse pour acheter quelques biens nationaux.

### LeXIXesiècle

#### Du pensionnat de la Retraite au Musée du Léon

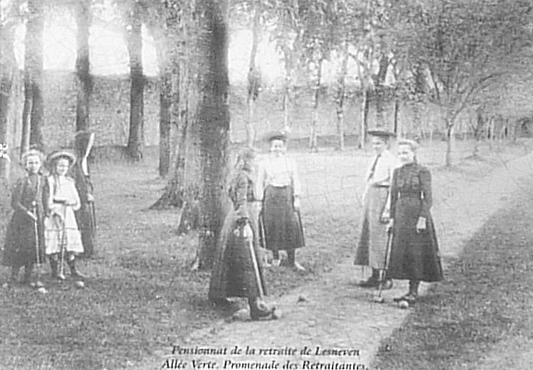
Lesneven : retraitantes de la Retraite vers 1920.

En 1828, l'ancien couvent des Ursulines, devenu ensuite hôpital maritime, est cédé aux religieuses des Dames de la Retraite, qui en firent un pensionnat, qui exista jusqu'en 1907 ; l'établissement accueillit ensuite des retraitantes jusqu'à ce qu'un incendie le ravage en décembre 1938. Les travaux de reconstruction furent interrompus par la Seconde Guerre mondiale ; en 1946, les religieuses ouvrirent une école de couture, puis un foyer socio-éducatif pour jeunes filles en difficulté dénommé en breton Ty ar Gwenan (« Maison des Abeilles ») qui ferme en 1973 ; les religieuses quittent alors Lesneven et vendent l'ancien couvent des Ursulines à la ville de Lesneven qui le transforme en partie en Musée du Léon installé dans l'ancienne chapelle du couvent.

#### Lesneven en 1843
Selon A. Marteville et P. Varin, en 1843, Lesneven était alors chef-lieu de canton, disposait d'une perception, d'un bureau d'enregistrement et d'une brigade de gendarmerie à cheval. Outre la partie urbanisée, Lesneven possédait alors quatre villages (Pratdon, Castel-an-ter, Pen-ar-choat, Poulbriant), deux manoirs (Trougourun et Lescoat), deux moulins à eau (Trougourun et Lancelin) ; pour une superficie totale de 493 ha, dont 16 ha occupés par les propriétés bâties, Lesneven possédait alors 343 ha de terres labourables, 44 ha de prés et pâturages, 15 ha de bois, 7 ha de vergers et jardins et 32 ha de landes et incultes.

#### Les voies ferrées desservant Lesneven

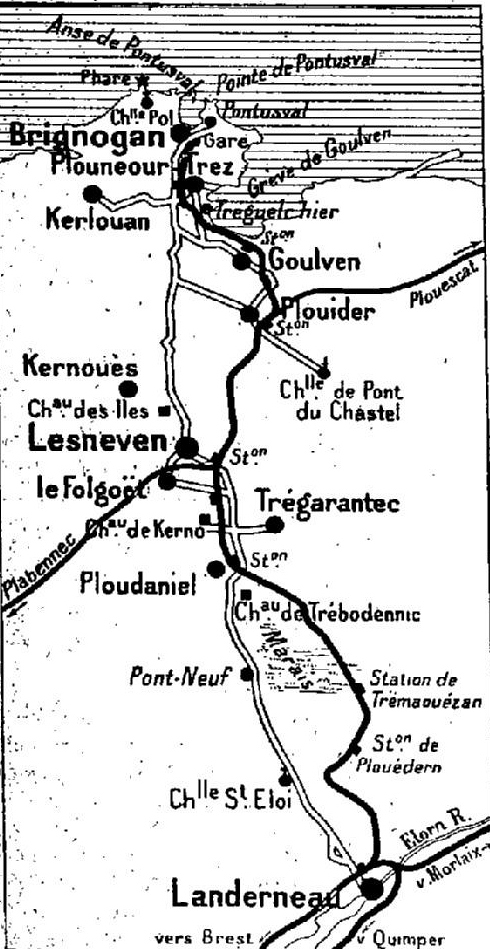
Le tracé de la voie ferrée allant de Landerneau à Brignogan via Lesneven.

Une loi du 14 février 1891 déclare d'utilité publique la construction d'un réseau de chemin de fer d'intérêt local, à voie d'un mètre de largeur et comprenant entre autres lignes celle allant de Landerneau à Lesneven et à Plounéour-Trez par ou près Plouédern, Trémaouézan, Ploudaniel, Lesneven, Plouider et Goulven. Des stations pour les voyageurs sont prévues à Landerneau, Trémaouézan, Ploudaniel, Lesneven, Plouider, Goulven et Plounéour-Trez et de simples haltes à Plouédern et Le Folgoët. Cette voie ferrée des Chemins de fer départementaux du Finistère est mise en service en 1894 jusqu'à Plounéour-Trez et prolongée en 1901 jusqu'à Brignogan ; une seconde voie ferrée allant de Plabennec à Lesneven ouvre en 1904 ; les deux lignes ont été fermées en 1946.

#### La forte pratique religieuse

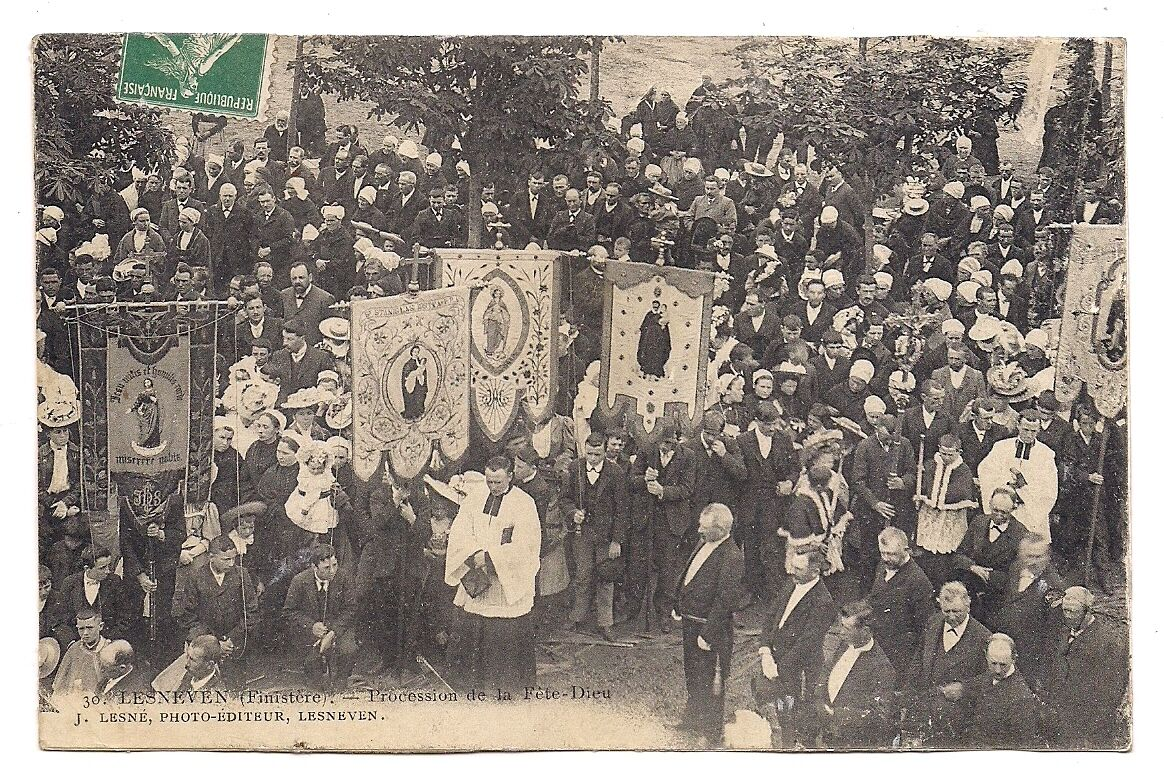
Fête-Dieu à Lesneven avant 1910.

Vers 1890, il y avait plus de 99 % de messalisants dans le canton de Lesneven, ainsi que dans le canton voisin de Plouzévédé.

### LeXXesiècle

#### Les foires et marchés de Lesneven
En 1886, René Leroy fait cette description des foires de Lesneven :

« Un jour seulement par mois, Lesneven semble retrouver sa vie active d'autrefois et redevenir ce qu'elle était encore au XVIIIe siècle, la ville la plus importante du Léonnais. C'est le jour de la foire, le dernier lundi de chaque mois. Dès le matin, les halles et la place de l'église se couvrent de bancs et de tables sur lesquels les marchands disposent des articles de toutes sortes, des draps, des laines, de la toile, des quincailleries, des graines, voire même [sic] du lard, de la viande de boucherie, du pain de toutes les couleurs, de toutes les formes et sans doute de tous les goûts. Peu à peu, marchands et paysans arrivent, les premiers entassés avec leurs marchandises dans de longues voitures couvertes, les seconds sur de grosses charrettes ou dans des voitures mal suspendues, ou encore à pied, les hommes le bâton à la main, et les femmes brochant de toute la rapidité de leurs dix doigts. À onze heures, la circulation est rendue difficile par le nombre des chevaux, des vaches, des porcs, des moutons, des charrettes et des voitures qui vont dans chaque sens. À midi, les jours de grandes foires, il y a des endroits où l'on se porte pour ainsi dire les uns les autres. Sur tous les marchés cette foule nombreuse remue, se bouscule, s'appelle, qui en français, qui en breton, et la voix de tout le monde se mêlant aux disputes des marchands et aux cris des animaux, on finit par ne plus s'entendre. Mais vienne à sonner l'Angélus, le bruit cesse dans quelques groupes de vieux Bretons bretonnants : les femmes se recueillent, les hommes quittent leur bonnet bleu, et tous ensemble disent pieusement leur prière, sans plus de respect humain que s'ils étaient seuls au milieu de leurs champs. La foire ne commence pas de bonne heure le matin ; mais, en revanche, elle se termine tard le soir : il fait déjà noir que de nombreux paysans sont encore à Lesneven et remplissent les nombreux cafés de la ville. »

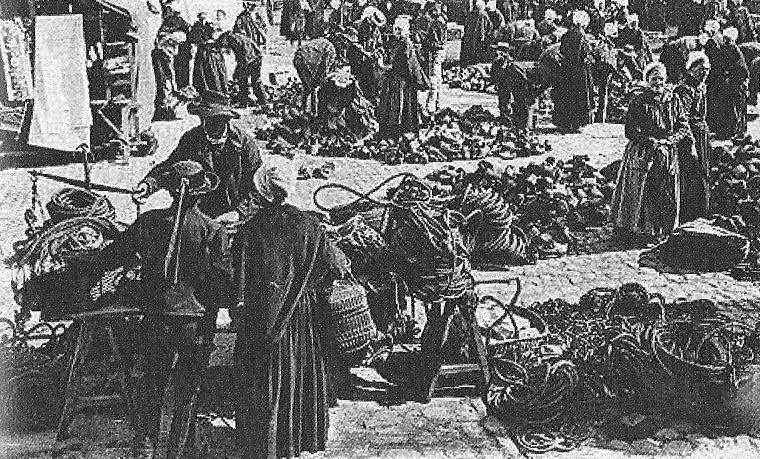
Lesneven : le marché aux sabots vers 1890.

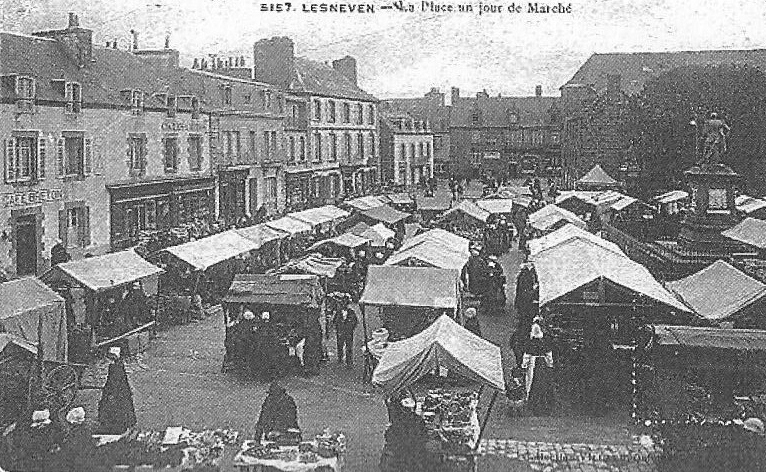
Lesneven : la place général Le Flô un jour de marché vers 1930.

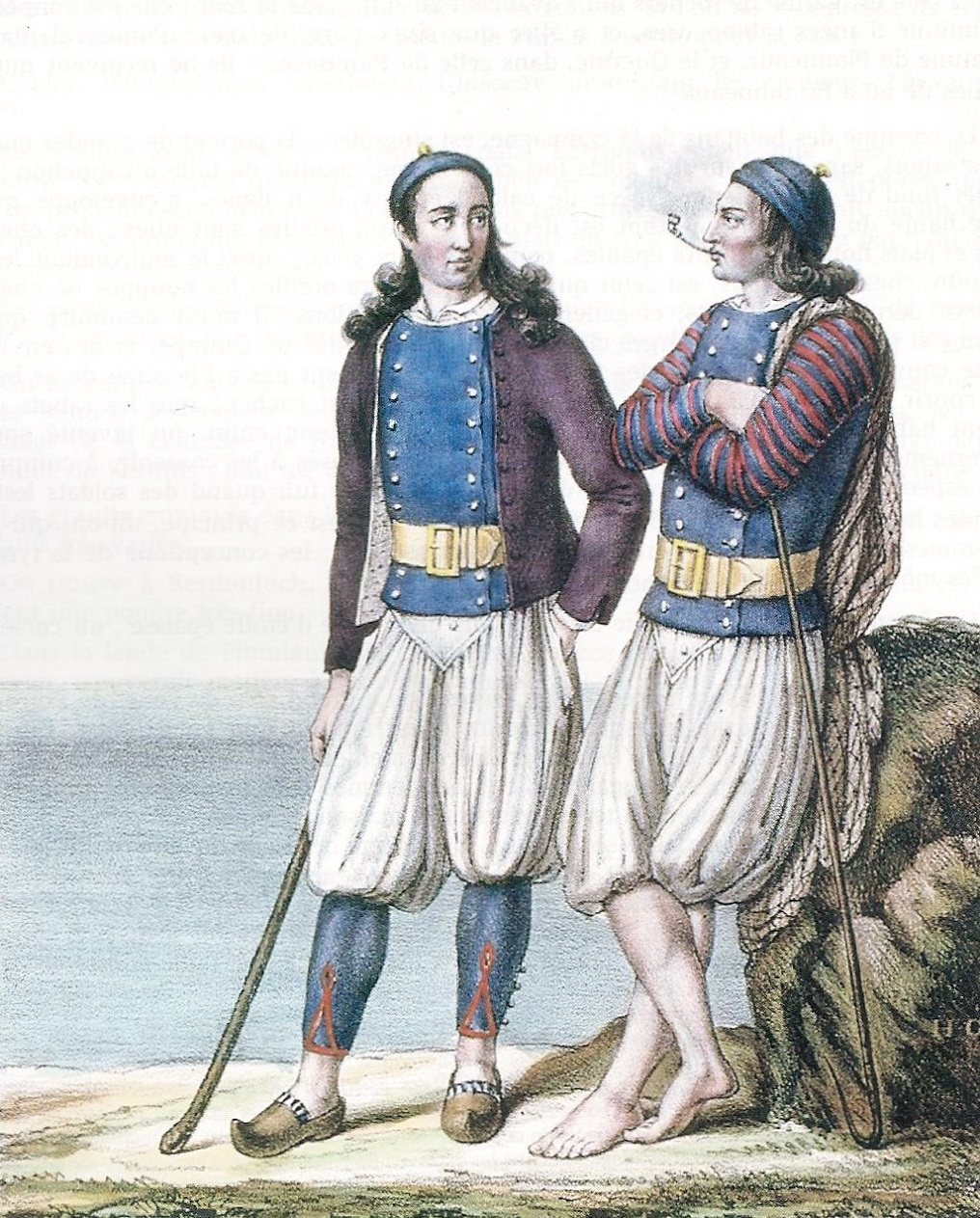
Paysans de Lesneven vers 1850 (dessin d'Henri-Désiré Charpentier).

Lesneven, qui a tôt perdu ses fonctions de capitale administrative, est restée au début du XXe siècle un centre commercial fréquenté, particulièrement les jours de foires et marchés. Louis Gillet, qui fut pendant l'année scolaire 1901-1902 professeur de philosophie au collège de Lesneven en fait cette description :

« Le bourg n'a rien de remarquable. C'est un gros village endormi, composé de quatre ou cinq rues qui vont se perdre dans la campagne et qui, au centre, s'évasent en deux places assez vastes. Sur celle de l'église se dresse - car Lesneven a son grand homme - une statue en bronze du général Le Flô, d'un prodigieux vert grenouille, qui me fait encore rêver à ce précurseur de l'alliance russe. Les jours de marché, c'est-à-dire le dernier lundi du mois, la petite ville s'emplit de blouses bleues, de charrettes, de coups de fouet, de meuglements de bestiaux ; toute une chouannerie extraordinaire, faces rasées et chapeaux cirés, surgit de tous les chemins creux, à dix lieues à la ronde : car, de son ancienne importance, la vieille capitale du Léon n'a guère conservé  que son rôle de foire. Ce jour-là, les cabarets ne désemplissent pas, et il y a toujours, sous les ormes de l'église, la baraque de toile où les filles du pays viennent vendre leurs cheveux pour s'acheter des mouchoirs. La nuit venue, tout se disperse, se terre on ne sait où, et la petite ville retombe dans sa torpeur, jusqu'au marché suivant. »

Le docteur Chevrey, qui a visité la Bretagne en 1924, fait cette description du marché de Lesneven :

« Nous partons pour Lesneven : à mesure que nous approchons de cette ville, la route se peuple de plus en plus, nous tombons, hélas ! sur le jour du marché. Automobiles mes frères, le Ciel vous préserve toujours de circuler sur une route venant ou allant à un marché breton. C'est une cohue de charrettes attelées de bidets fringants et peureux, de brouettes, de bestiaux, de femmes, d'hommes, d'enfants, endimanchés, enrubannés et hélas ! surtout ivres à ne plus tenir debout. La plaie de la Bretagne, l'alcool, s'étale dans toute sa laideur. Devant moi, un paysan, qui n'a pu vendre sa vache, est ramené par elle; suspendu au licol et tiré par la bonne bête, il titube, zigzague, embrassant à tout moment la coupe du ruminant qu'il étreint amoureusement de ses deux bras. Les moutons bêlent, les bestiaux meuglent ; les cochons crient, comme savent crier des gorets affolés ; des juments poulinières, attachées derrière les charrettes, sont suivies en liberté de leurs poulains fous, aux jambes raides comme des échasses, au poil bourru, bondissant, sautillant sans rime ni raison, folâtres comme des écoliers en vacances. Et je vais à contre-courant de tout cela, l'œil aux aguets, le pied sur le frein, crispé sur ma direction, évitant un cochon fou pour raser une vache vagabonde, frôlant une charrette surchargée de Bretonnes pour, à moitié, accrocher la camionnette Citroën que conduit, gravement, un Breton en costume local, accompagné de son épouse enrubannée. Dans la ville même, la cohue est indescriptible : chaque rue autour de l'église est affectée à un rayon, oserai-je dire, du marché. Voici la rue des Vaches, présentant, sur les trottoirs, une haie régulière de bêtes encornées qui regardent, c'est bien leur tour, passer les humains. La rue des Poules, où des cageots, entassés jusqu'au premier étage, retiennent captifs un orchestre caquetant et claironnant de volailles. La rue des Cochons, où ces messieurs, gras et roses, couinent, braillent, hurlent, suivant leur humeur et les attouchements, plus ou moins brutaux, que leur font subir les acheteurs. La rue des Casseroles et des Pots, envahie de ferblanterie et de faïences, et enfin la rue des Serviteurs où, alignés sur le trottoir, les hommes à droite, les femmes à gauche, semblant attendre le passage de quelque souverain, les gens de ferme espèrent la louée annuelle »

Les foires de Lesneven ont disparu vers 1965.

#### Le collège de Lesneven

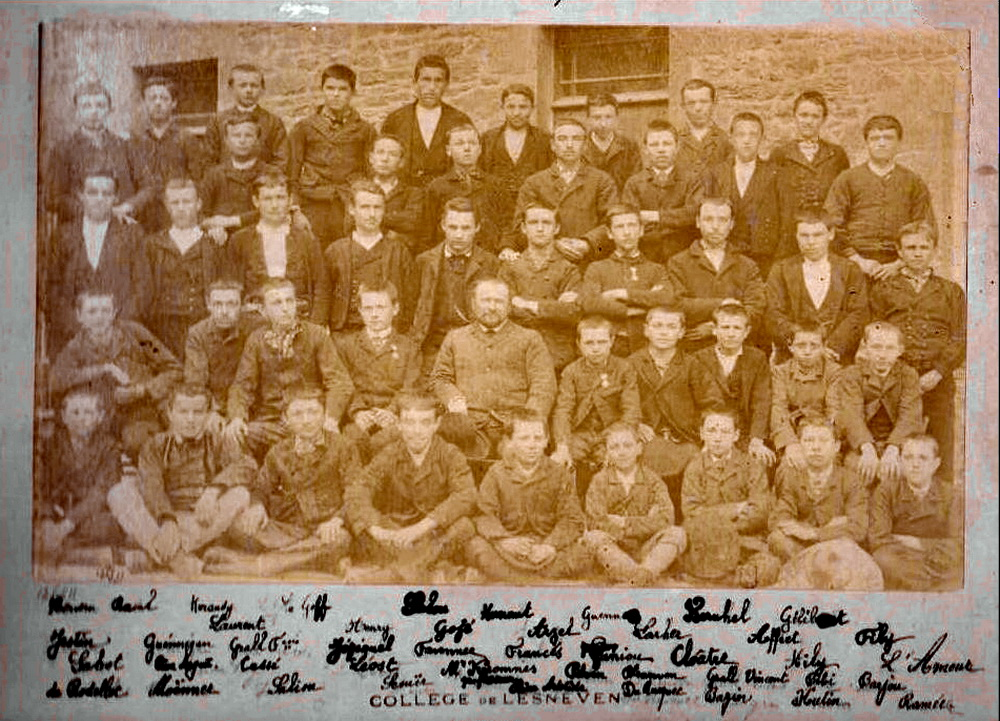
Une classe du collège de Lesneven, photographiée par Jules David (1891/92).

Le collège de Lesneven, actuel collège Saint-François de Lesneven, est un ancien couvent de Récollets construit au XVIIe siècle, qui fut vendu comme bien national pendant la Révolution française, et racheté par l'abbé Roudaut, alors recteur de Plounéour-Trez, pour en faire une maison d'éducation, autorisée par une délibération du conseil municipal de Lesneven en date du 15 mai 1832 et qui fut rapidement transformé en collège communal par une ordonnance royale en date du 10 février 1835. Ce collège fut créé par des partisans de la monarchie de Juillet à la suite de l'effondrement des effectifs du collège du Kreisker à Saint-Pol-de-Léon dont tous les enseignants, prêtres, refusèrent de prêter serment au nouveau régime et furent remplacés par des laïcs. En 1893, le collège communal de Lesneven compte 407 élèves et 354 en 1899 ; il n'en a plus que 185 en 1906. Louis Gillet en fait cette description au début du XXe siècle :

« C'est un grand bâtiment de grise mine, très nu, aux trois étages de croisées régulières, l'une de ces architectures à physionomie spéciale, sentant la caserne et le séminaire, et fait pour imposer une discipline uniforme à tout ce qui y vit. Deux cours, l'une devant, l'autre derrière, celle-ci suivie d'un jardin, demi-potager, demi-parterre, avec des allées droites pour la promenade des régents (c'était le nom des professeurs) complètent le tableau, marqué d'une si forte empreinte ecclésiastique. Une vingtaine de maîtres et environ trois cents élèves, composent le personnel de la maison. Tout ce monde se lève, marche, se rend à l'étude et aux récréations, à la chapelle, au réfectoire, vit, agit et se couche au son de la cloche conventuelle, qui tinte les heures rauques au silence de la petite ville. (...) Le sol des classes était de terre battue, tout le monde allait en sabots (...) Des élèves, pas un bourgeois : tous enfants de la glèbe, fils de petits fermiers, de pauvres cultivateurs (...) Un tiers à peu près se destinaient aux ordres. »

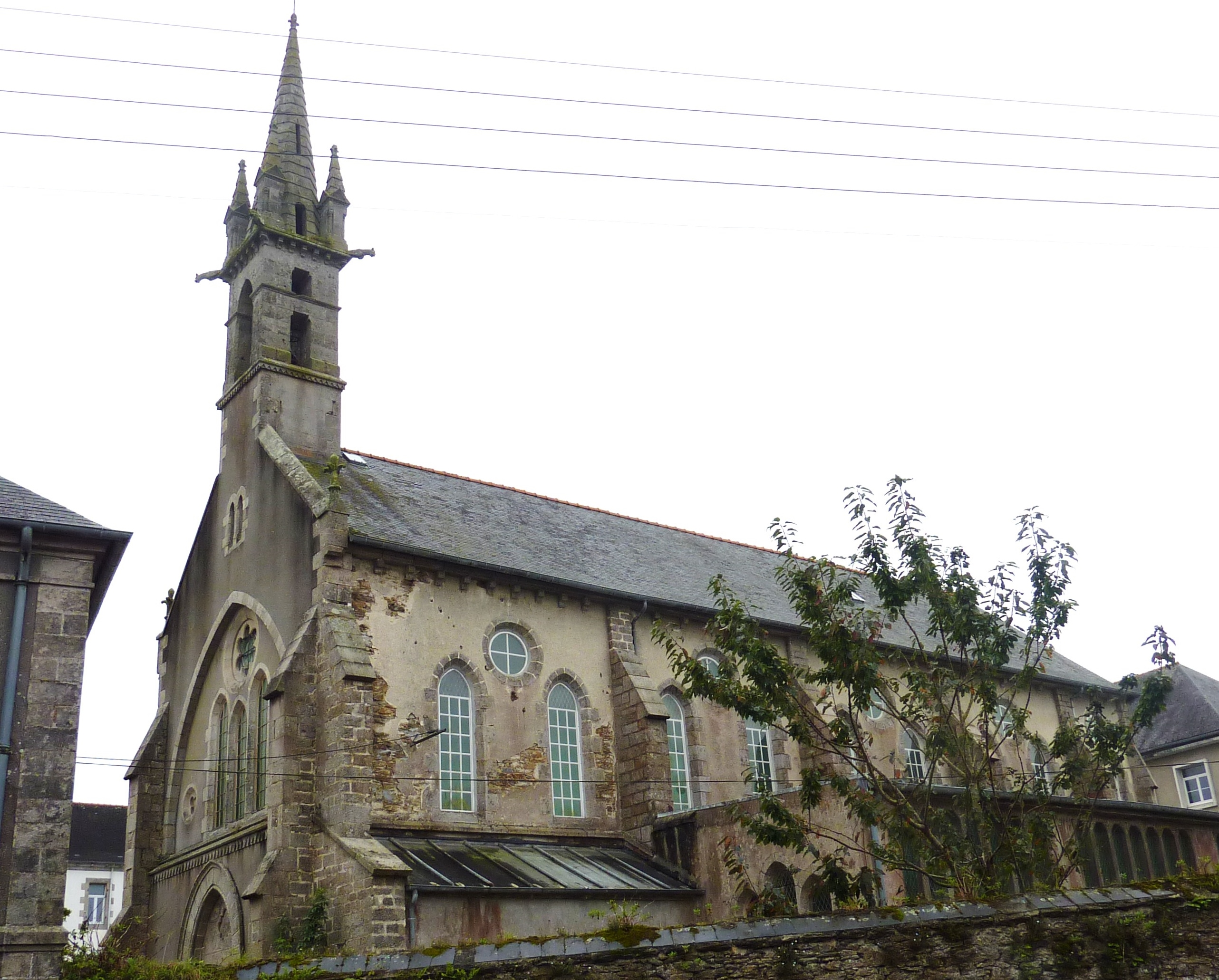
Lesneven : la chapelle du collège Saint-François.

Le même auteur évoque la condition des élèves qui, pour la plupart, étaient « chambriers » :

« Mais si tous les élèves, sauf quatre ou cinq exceptions, étaient internes, tous n'étaient pas pensionnaires, c'est-à-dire assez riches pour payer la pension complète. […] [La plupart étaient] "chambriers". Le chambrier était un élève au rabais, trop pauvre pour payer comme les riches et qui, moyennant une somme modique, avait dans la maison [collège] droit au couvert, au lit et à la chandelle, mais non à la nourriture. Quant aux leçons, elles étaient gratuites […]. La famille du chambrier lui apportait, tous les lundis, la miche [de pain] et le morceau de [lard] salé de la semaine. […] Le chambrier, pour cuire lard et pommes de terre, se servait du fourneau commun. »

Ce collège ferma ses portes le 30 septembre 1914, touché tardivement par les mesures de laïcisation en vertu de la loi sur les congrégations, malgré le soutien qui lui fut apporté (par exemple, le conseil municipal de Lesneven vota à l'unanimité contre la laïcisation du collège le 27 février 1914). L'abbé Alain Moënner ouvre alors l'institution Saint-François d'Assise, qui devint par la suite le collège Saint-François, qui eût entre 430 et 500 élèves chaque année pendant l'Entre-deux-guerres. Pour les filles, l'école Notre-Dame-de-Lourdes, ouverte en 1908, fut transformée par la suite en cours complémentaire du Sacré-Cœur en 1926, puis après 1945 en collège et lycée, avant la fusion des deux établissements survenue en 1968. C'est désormais le collège et lycée privé Saint-François-Notre-Dame. Marcel Thomas, qui a fréquenté le collège Saint-François entre 1951 et 1958 qualifie l'internat de « régime quasi-carcéral ».

#### La Première Guerre mondiale

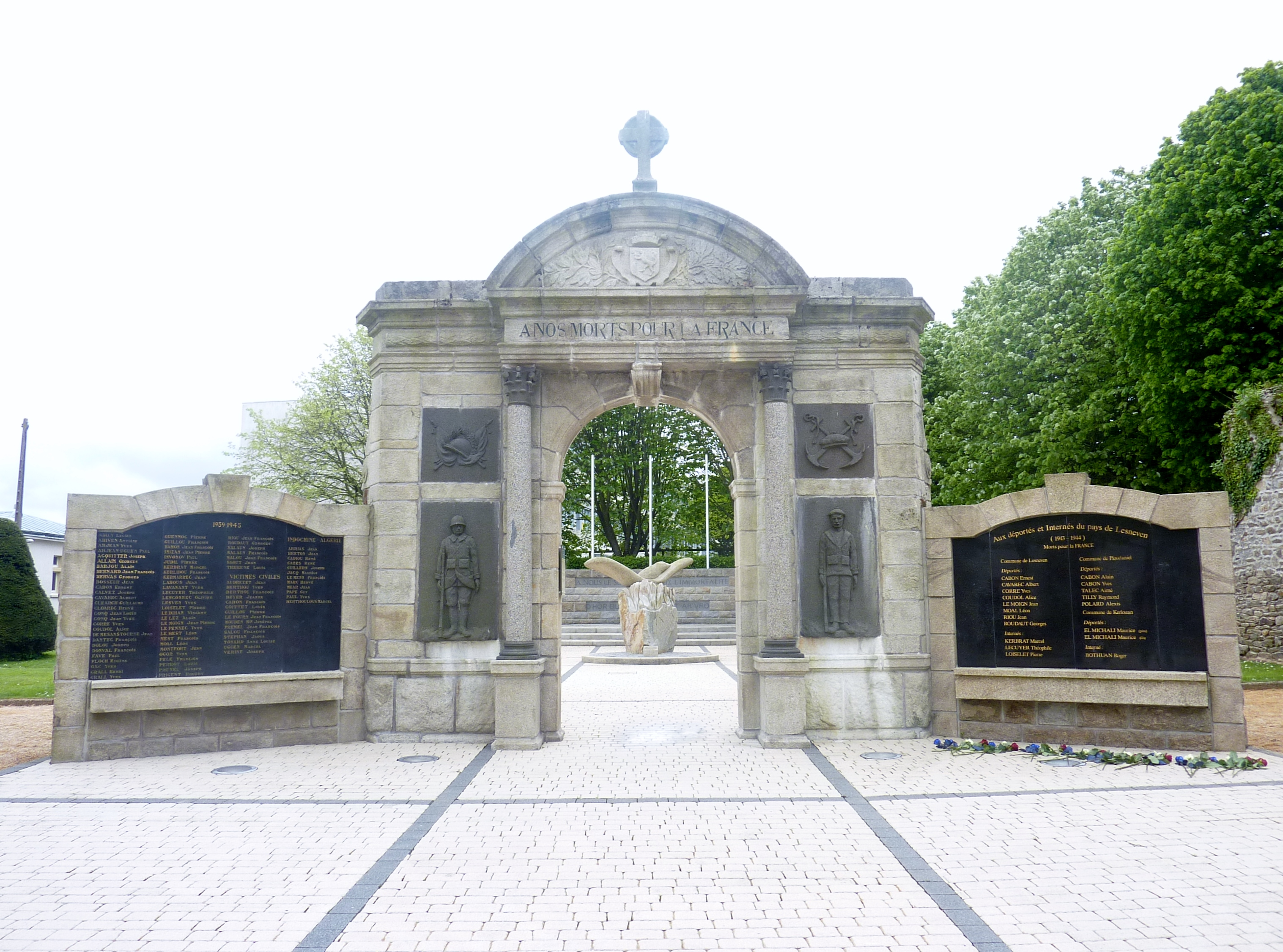
Le Monument aux morts de Lesneven.

Le Monument aux morts de Lesneven, édifié en 1922 par l'architecte Charles Chaussepied (la sculpture, qui représente un groupe de femmes et enfant devant une croix surmontée d'un casque, est d'Hortense Tanvet), porte les noms de 112 soldats morts pour la France pendant la Première Guerre mondiale. Parmi eux, plusieurs ont été décorés comme Paul Bergot, lieutenant-colonel au 125e régiment d'infanterie, officier de la Légion d'honneur et décoré de la croix de guerre ; Émile Le Corre, sergent au 91e régiment d'infanterie, décoré de la médaille militaire et de la croix de guerre avec palme ; Victor Roué, matelot cuisinier à bord du sous-marin Ariane, décoré de la médaille militaire.
Sept soldats non originaires de Lesneven sont morts alors qu'ils étaient hospitalisés à Lesneven dans l'hôpital temporaire no 45 ; ils sont inhumés dans le cimetière communal.

#### La Seconde Guerre mondiale
Des enseignants du collège Saint-François s'engagèrent dans la Résistance, par exemple le chanoine Kerbrat, l'abbé Caro, etc..

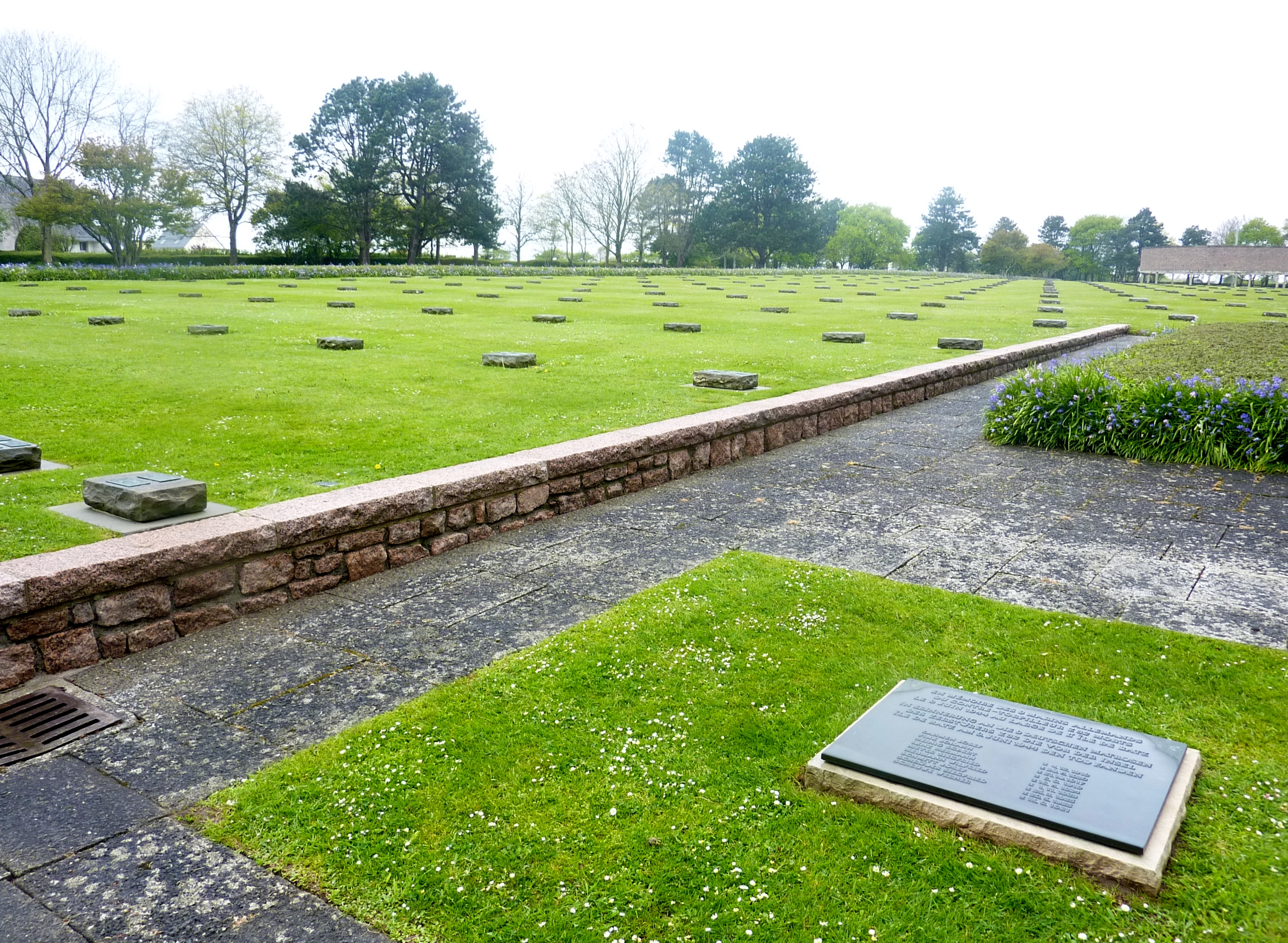
Le cimetière allemand de Ploudaniel - Lesneven 1.
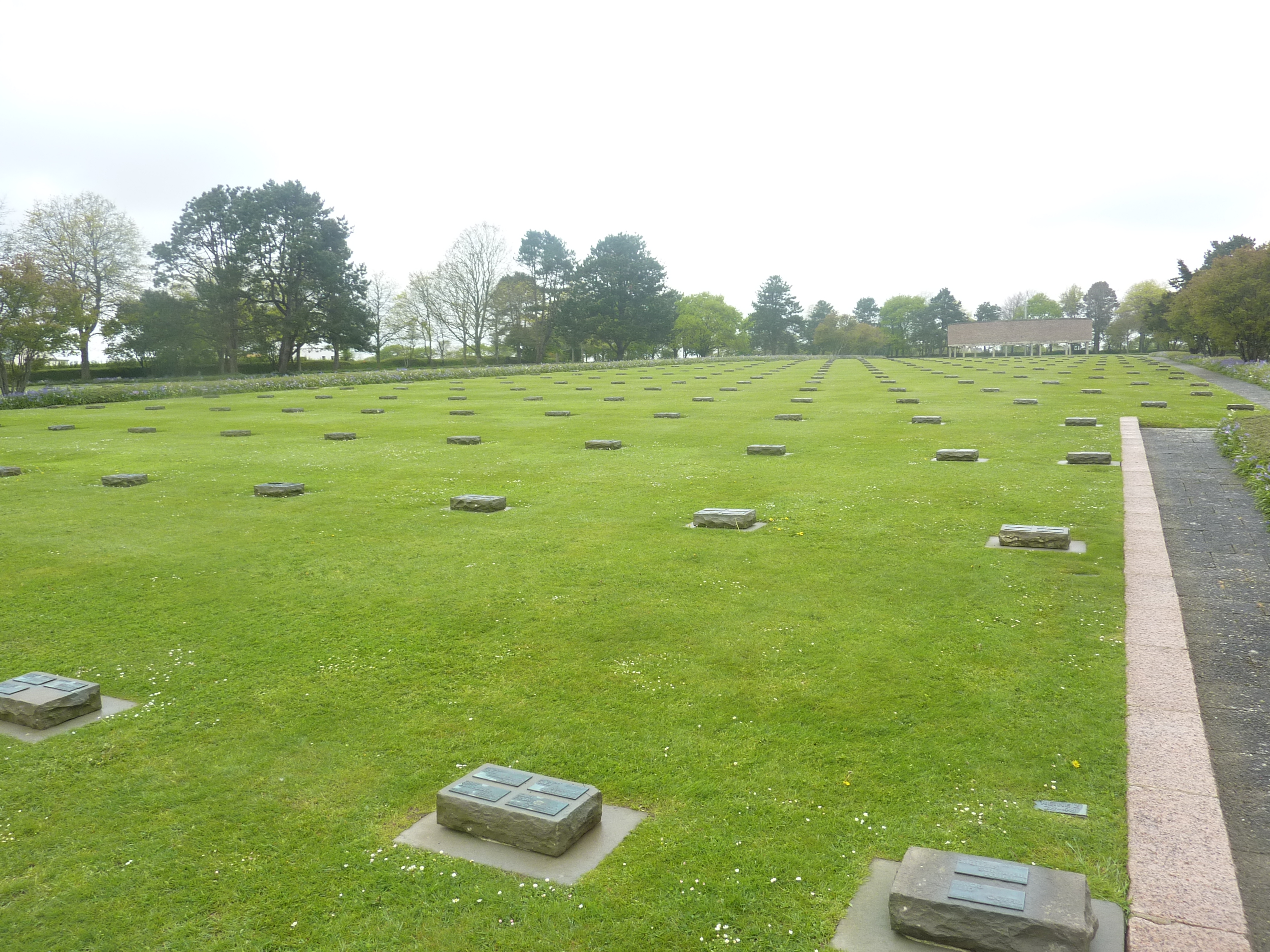
Le cimetière allemand de Ploudaniel - Lesneven 2.
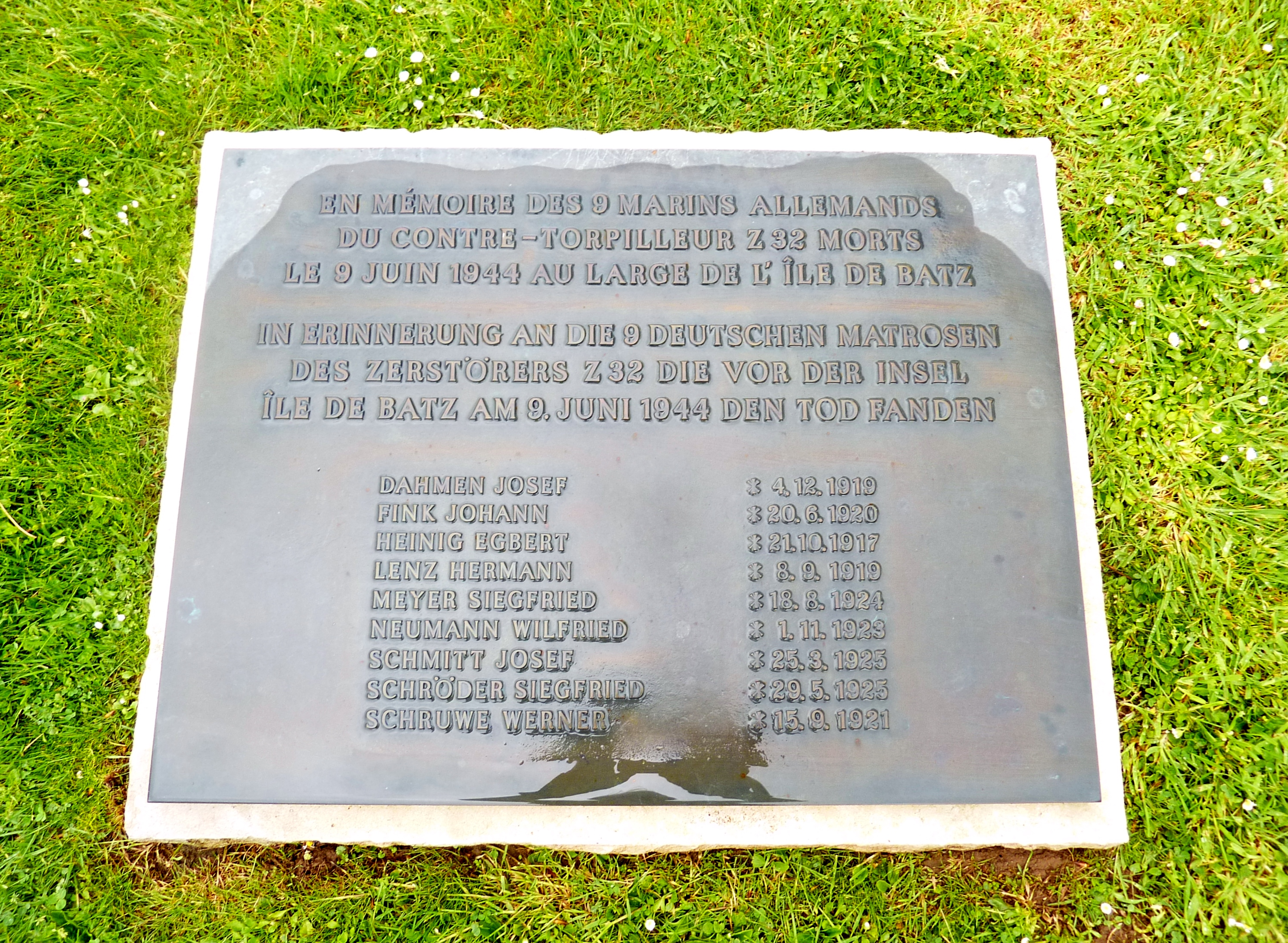
Plaque commémorative en la mémoire de neuf marins allemands péris noyés lors du naufrage du contre-torpilleur Z 32 le 9 juin 1944 au large de l'Île de Batz.

Le 6 août 1944, le Combat Command B, de la 6e division blindée américaine, venant du Cloître-Saint-Thégonnec en évitant Morlaix puissamment défendu par environ 3500 hommes de la 266e division d'infanterie allemande, parvient à Lesneven qu'elle conquiert après une faible résistance allemande, détruisant notamment trois canons et un dépôt de mines près de la gare, vers 22 heures. Cette unité américaine bivouaqua à l'est de Lesneven après cette attaque, avant de continuer son avancée en direction de Brest.

#### L'hôpital de Lesneven
Construit au début du XVe siècle et reconstruit au XVIIIe siècle, tenu par les religieuses de Saint-Laurent jusqu'en 1978, abrita un service de médecine et de chirurgie jusqu'en 1958. En 1962, il devient hôpital local, abritant également une maternité et une maison de retraite. En 1976, des bâtiments neufs sont construits (les anciens bâtiments sont abattus en 1983), et l'hôpital abrite désormais une maison de convalescence et de gériatrie.

## Population et société

### Démographie

#### Évolution démographique
L'évolution du nombre d'habitants est connue à travers les recensements de la population effectués dans la commune depuis 1793. Pour les communes de moins de 10 000 habitants, une enquête de recensement portant sur toute la population est réalisée tous les cinq ans, les populations de référence des années intermédiaires étant quant à elles estimées par interpolation ou extrapolation. Pour la commune, le premier recensement exhaustif entrant dans le cadre du nouveau dispositif a été réalisé en 2007.
En 2022, la commune comptait 7 471 habitants, en évolution de +2,33 % par rapport à 2016 (Finistère : +2,16 %, France hors Mayotte : +2,11 %). Le maximum de la population a été atteint en 2013 avec 7 229 habitants.
| 1793  | 1800  | 1806  | 1821  | 1831  | 1836  | 1841  | 1846  | 1851  |
| ----- | ----- | ----- | ----- | ----- | ----- | ----- | ----- | ----- |
| 3 200 | 1 860 | 2 178 | 2 314 | 2 404 | 2 664 | 2 832 | 2 847 | 2 847 |

| 1856  | 1861  | 1866  | 1872  | 1876  | 1881  | 1886  | 1891  | 1896  |
| ----- | ----- | ----- | ----- | ----- | ----- | ----- | ----- | ----- |
| 2 663 | 2 662 | 2 759 | 2 978 | 2 905 | 2 950 | 3 028 | 3 284 | 3 488 |

| 1901  | 1906  | 1911  | 1921  | 1926  | 1931  | 1936  | 1946  | 1954  |
| ----- | ----- | ----- | ----- | ----- | ----- | ----- | ----- | ----- |
| 3 496 | 3 375 | 3 776 | 3 899 | 3 969 | 4 111 | 4 300 | 4 825 | 5 181 |

| 1962  | 1968  | 1975  | 1982  | 1990  | 1999  | 2006  | 2007  | 2012  |
| ----- | ----- | ----- | ----- | ----- | ----- | ----- | ----- | ----- |
| 5 071 | 5 626 | 6 083 | 6 145 | 6 250 | 6 348 | 6 690 | 6 740 | 7 167 |

| 2017  | 2022  | - | - | - | - | - | - | - |
| ----- | ----- | - | - | - | - | - | - | - |
| 7 311 | 7 471 | - | - | - | - | - | - | - |

#### Pyramide des âges
La population de la commune est relativement jeune.
En 2018, le taux de personnes d'un âge inférieur à 30 ans s'élève à 33,0 %, soit au-dessus de la moyenne départementale (32,5 %). À l'inverse, le taux de personnes d'âge supérieur à 60 ans est de 29,0 % la même année, alors qu'il est de 29,8 % au niveau départemental.
En 2018, la commune comptait 3 385 hommes pour 3 921 femmes, soit un taux de 53,67 % de femmes, largement supérieur au taux départemental (51,41 %).
Les pyramides des âges de la commune et du département s'établissent comme suit.
| Hommes | Classe d’âge | Femmes |
| ------ | ------------ | ------ |
| 1,1    | 90 ou +      | 3,2    |
| 7,4    | 75-89 ans    | 13,7   |
| 15,8   | 60-74 ans    | 16,3   |
| 21,4   | 45-59 ans    | 20,0   |
| 18,5   | 30-44 ans    | 16,3   |
| 17,2   | 15-29 ans    | 14,5   |
| 18,5   | 0-14 ans     | 16,0   |

| Hommes | Classe d’âge | Femmes |
| ------ | ------------ | ------ |
| 0,7    | 90 ou +      | 2,2    |
| 7,8    | 75-89 ans    | 11,5   |
| 19,2   | 60-74 ans    | 20,1   |
| 20,8   | 45-59 ans    | 19,7   |
| 17,7   | 30-44 ans    | 16,6   |
| 17,1   | 15-29 ans    | 14,7   |
| 16,8   | 0-14 ans     | 15,2   |

## Politique et administration

### Liste des maires

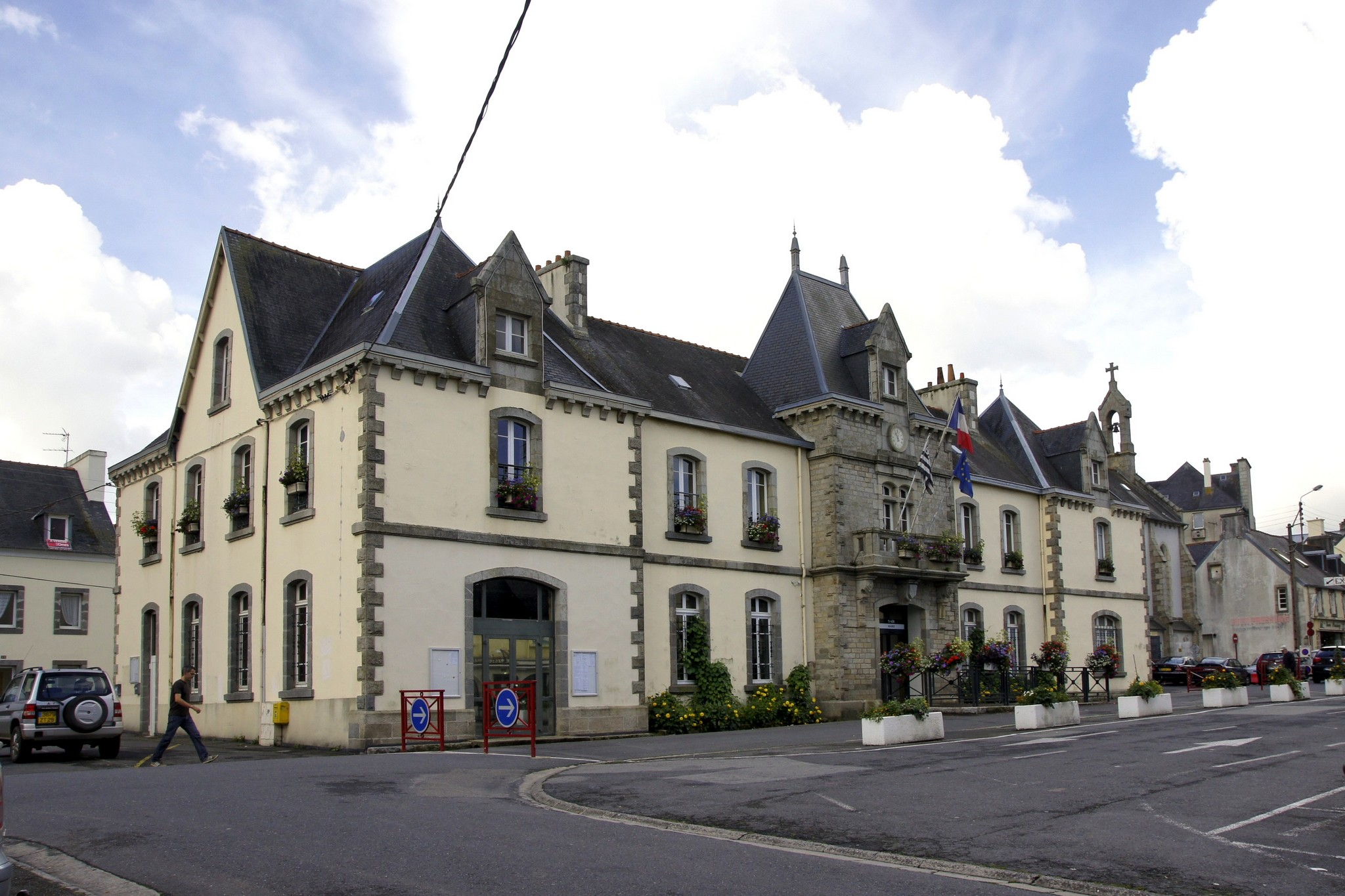
Mairie de Lesneven.

| Période                                  | Période | Identité                              | Étiquette | Qualité |
| ---------------------------------------- | ------- | ------------------------------------- | --------- | ------- |
| 1620                                     | 1623    | Yves Le Guen                          |           |         |
| 1623                                     | 1630    | Alexandre Benaud, sieur des Isles     |           |         |
| 1630                                     | 1638    | Jean Bohier de Kerferré               |           |         |
| 1638                                     | 1642    | sieur Guyomar                         |           |         |
| 1642                                     | 1644    | Christophe de Cadrouillac             |           |         |
| 1644                                     | 1646    | Jacques Huillard de Tregouinec        |           |         |
| 1646                                     | 1648    | François Tremel de Kermabusson        |           |         |
| 1648                                     | 1649    | Hamon Le Dall de Feunteunméan         |           |         |
| 1649                                     | 1651    | Jean Bohier de Kerferré               |           |         |
| 1651                                     | 1655    | François Ponce de La Villeneuve       |           |         |
| 1655                                     | 1659    | Olivier Larvor, sieur de la Haye      |           |         |
| 1660                                     | 1669    | Yves Le Reffloc'h, sieur de Kernéaval |           |         |
| 1669                                     | 1673    | Claude Laoust, sieur de Kernech       |           |         |
| 1673                                     | 1677    | Nicolas Chauvel de Montreuil          |           |         |
| 1677                                     | 1678    | Gabriel Steven de Creachsalaun        |           |         |
| 1678                                     | 1680    | Alain Blouin de Kerascouet            |           |         |
| 1680                                     | 1682    | Jean Bihan de Keruzouarn              |           |         |
| 1682                                     | 1684    | Guillaume Cabon de Chateaurun         |           |         |
| 1684                                     | 1686    | Yves Laoust, sieur de Mesgouez        |           |         |
| 1686                                     | 1688    | Jean Godefroy de Kersengar            |           |         |
| 1688                                     | 1690    | Sébastien Crouézé de Kerguyomar       |           |         |
| 1690                                     | 1692    | Claude Geslard de Menhoignon          |           |         |
| 1692                                     | 1696    | René Le Carrec de Lezongar            |           |         |
| 1696                                     | 1697    | Yves Laoust, sieur de Mesgouez        |           |         |
| 1697                                     | 1697    | Claude Geslard de Menhoignon          |           |         |
| 1697                                     | 1698    | Prigent Le Bec de Villejégu           |           |         |
| Les données manquantes sont à compléter. |         |                                       |           |         |

## Langue bretonne

### Ya d'ar brezhoneg
L'adhésion à la charte Ya d'ar brezhoneg a été votée par le Conseil municipal le 18 juillet 2007.
La ville a reçu le label de niveau 1 de la charte le 25 mai 2009.

### Enseignement
- École Diwan.
- Filière bilingue, école privée Argoat Sacré Coeur

## Culture
La vie culturelle de la commune est assurée par de très nombreuses associations et par le Comité des fêtes et de l'animation culturelle. Lesneven centralise différentes associations culturelles du pays de Léon au sein d'une fédération de pays (emglev), Ti ar Vro Bro-Leon.
Lesneven dispose, par ailleurs, d'une salle de spectacle (L'Arvorik, 350 places), d'un centre socioculturel intercommunal et d'une maison des associations (L'Atelier, dans l'ancien collège Notre-Dame-de-Lourdes).

### Bibliothèque
Une nouvelle médiathèque municipale a ouvert ses portes le 9 décembre 2004, rue le Vilaren.

### Musée du Léon

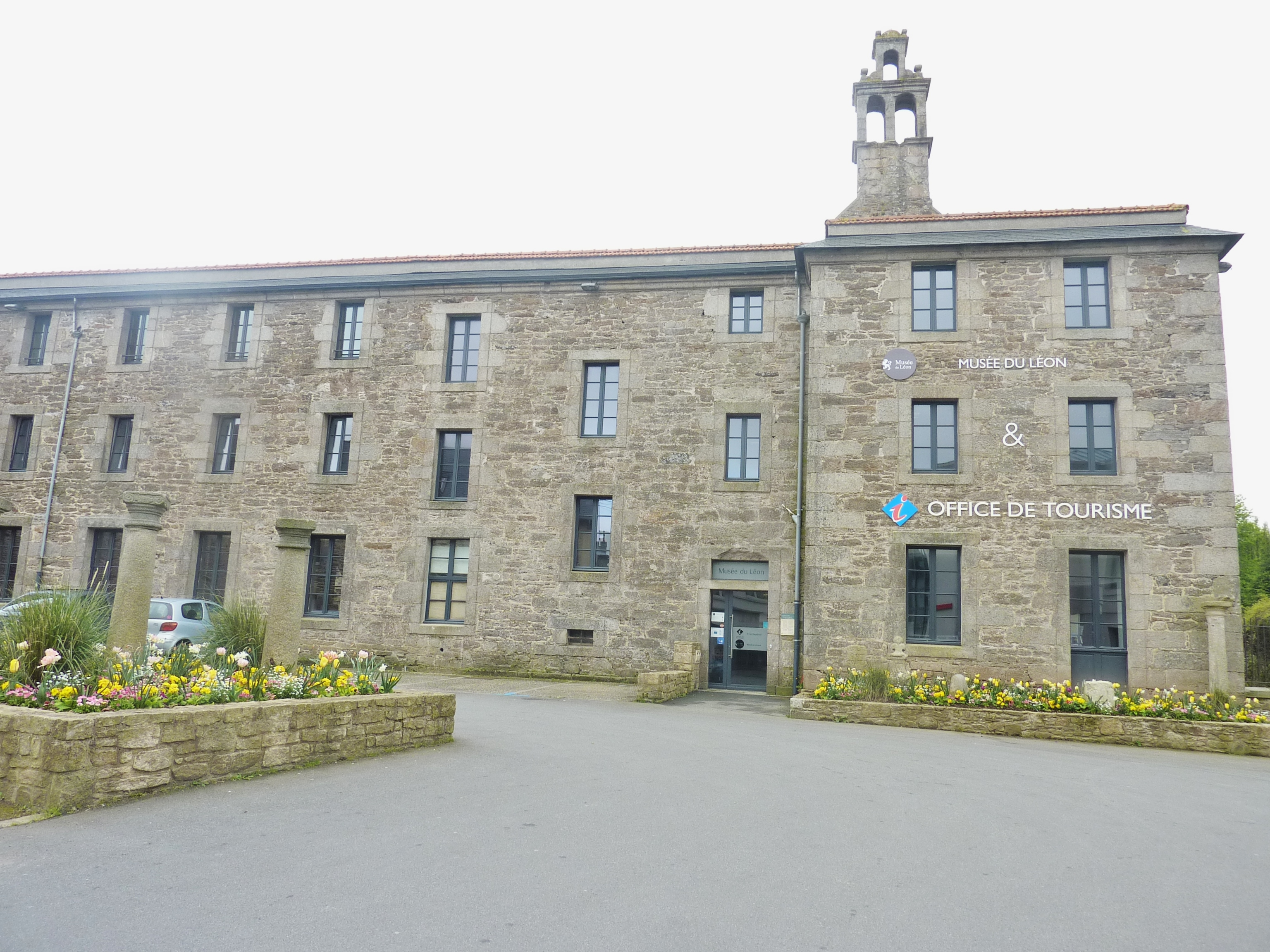
Façade de l'ancien couvent des Ursulines (actuel office du tourisme et musée du Léon).

Installé dans un cadre prestigieux et entouré d'un parc, le musée du Léon a rouvert ses portes en septembre 2009 après deux ans de fermeture pour travaux.
L'ancien couvent des Ursulines, du début XVIIIe siècle, a conservé une série d'arcades et de piliers formant un cloître et a fait l'objet d'un plan de rénovation sur plusieurs années. L'aile ouest, ancienne chapelle du couvent, abrite désormais le musée du Léon et le nouvel office de tourisme.
Grâce à une riche collection, le musée présente aux visiteurs un panorama de l'histoire du Léon, depuis la préhistoire jusqu'à nos jours. L'économie, l'histoire et la culture locale y sont retracées pour mieux comprendre cette région particulière qui occupe tout le nord du Finistère.
Le nouveau centre d'interprétation présente des pièces de collections très rares qui côtoient les dernières innovations technologiques pour offrir au public une visite riche d'enseignement. Les plus jeunes n'ont pas été oubliés puisqu'un espace pédagogique leur a été réservé.

### Galeries d'art
Chapelle Saint-Joseph (place du Château) et chapelle Saint-Maudez (rue de la Libération).

### Festivals
- Rencontres historiques du Léon : chaque année depuis 1987, un samedi du mois d'octobre, colloque sur un thème lié à l'histoire du Léon. Conférences, expositions… Organisation : musée du Léon.
- Léon's Blues Festival : chaque année, en avril, des groupes de la scène blues se produisent à la salle Arvorik.
- Lesneven en Scène : chaque année, en novembre/décembre, festival de théâtre amateur, remise du Prix Yves Moraud.
- Festival Legend'air : chaque année, en novembre, depuis 2015, festival de musiques actuelles.

### Groupes et ensembles musicaux
- Association Musique Loisir, association de musiciens (groupes : Shadyon, Koumoul'Zo, Moaï, Shamrock, Violet Smile, Macadam, Out Of Mind…) propose des concerts, local de répétition et matériel.
- Musique de rues : la Lyre Lesnevienne anime la ville depuis 1906.
- École intercommunale de musique.
- Chorale de la Côte des Légendes.
- Bagad Bro Even.

### Radios FM associatives
- Radio Émeraude, 95,9 MHz, jusqu'en 2019.
- Légende FM, 87.9 MHz et 103 MHz depuis 2023.

### Lieux patrimoniaux et monuments

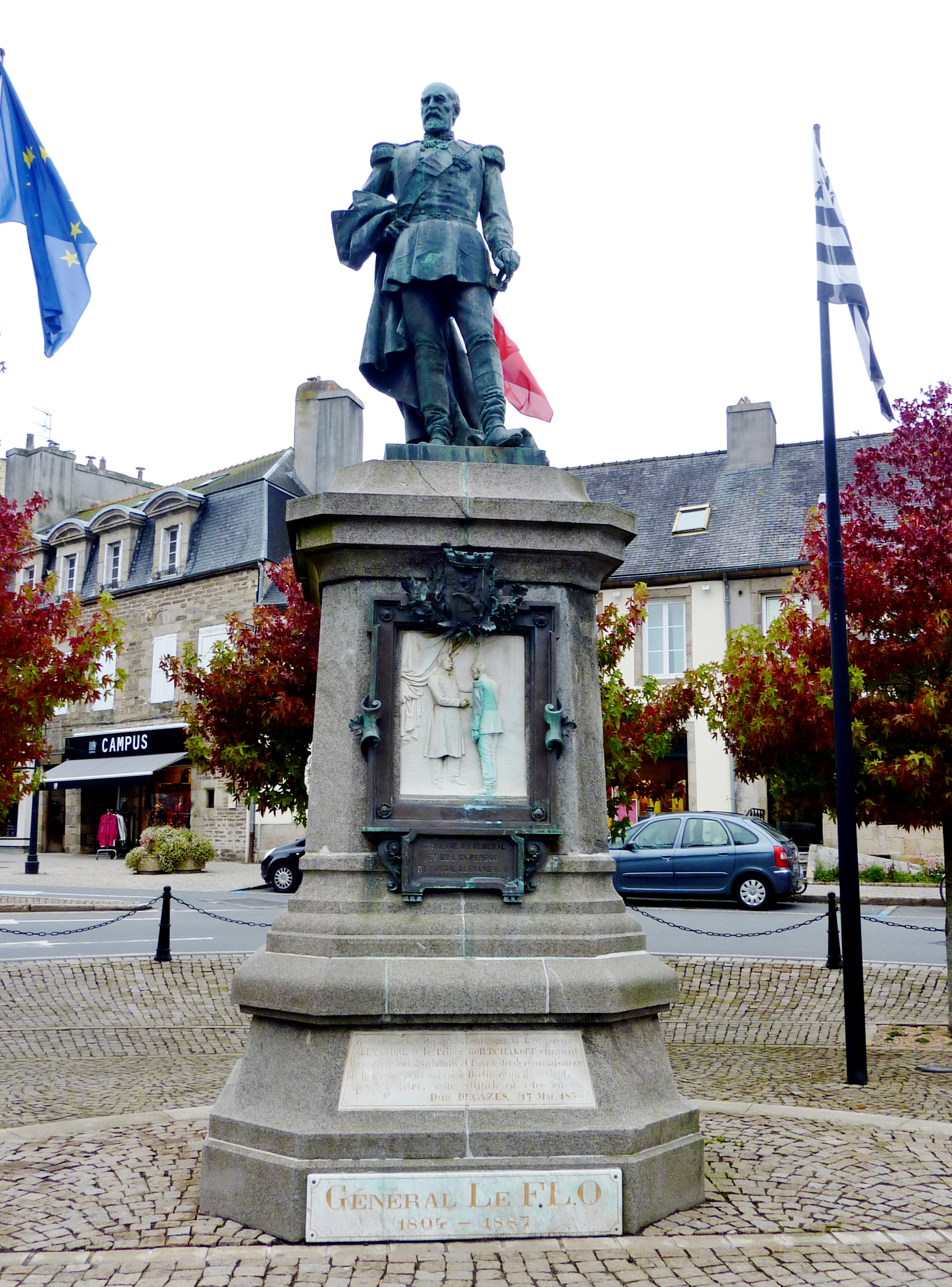
Poutcheck Kapricoff, Monument au général Le Flô (1804-1887), Lesneven.

- Ancien couvent de religieuses Ursulines, avec cloître du XVIIIe siècle, orné d'une glycine, abritant aujourd'hui une Maison d'Accueil et le musée du Léon[100].
- Monument au général Adolphe Le Flô, œuvre de Poutcheck Kapricoff.
- Vieilles maisons du centre-ville, du XVe au XVIIIe siècle, dont une à façade à colombages, place général Le Flô, qui est la plus ancienne de la ville. Une autre maison à pans coupés est située rue de la Duchesse-Anne, laquelle y aurait séjourné en 1506 lors de l'une de ses nombreuses visites à Notre-Dame du Folgoët. Une porte cochère monumentale subsiste rue Notre-Dame, près de l'endroit où se trouvait une auberge réputée Le Pélican blanc.
- Église Saint-Michel, du XVIIIe siècle : reconstruite entre 1755 et 1763, elle a conservé son porche antérieur de style Renaissance, malheureusement très mutilé. Son clocher a été achevé en 1783, mais le dôme en pierre qui le surmontait a été foudroyé en 1836 et 1864 ; remplacé par un toit en zinc en 1868, ce dernier est détruit lors des bombardements du 8 août 1944. La sacristie date de 1782 et a été construite avec des pierres provenant du château de Carman, situé à Kernilis. À l'intérieur de l'église se trouvent plusieurs statues classées ; les orgues, classées également, sont de Dallam-Waltrain ; un tableau Nativité est du Frère Luc. En 2013, à l'occasion de travaux de restauration du clocher, le dôme en charpente qui coiffait autrefois la tour a été reconstruit[101].
- Chapelle Saint-Maudez : l'actuelle chapelle, construite en 1867 en remplacement d'une chapelle antérieure abandonnée, est de style néogothique, de plan rectangulaire avec un chevet à trois pans surmonté d'un petit clocheton[35]. Elle a conservé des chapelles antérieures une statue en bois de saint Maudez datant du XVe siècle, un reliquaire en vermeil en forme de bras (1576), un calice et une patène (1786). La chapelle sert désormais de lieu culturel : des expositions et des concerts y sont organisés.

La chapelle Saint-Maudez, de style néogothique, reconstruite en 1867
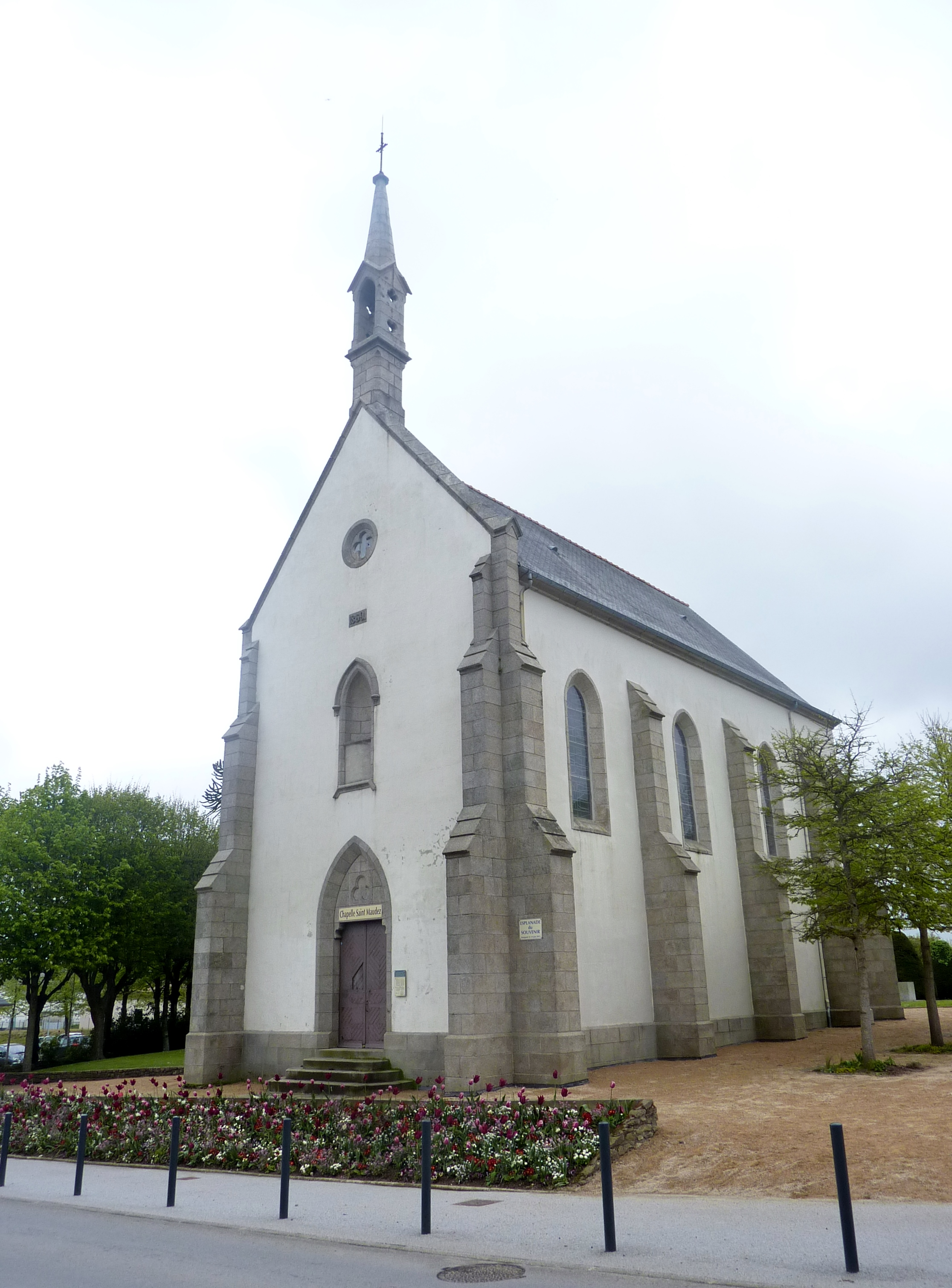
Façade.
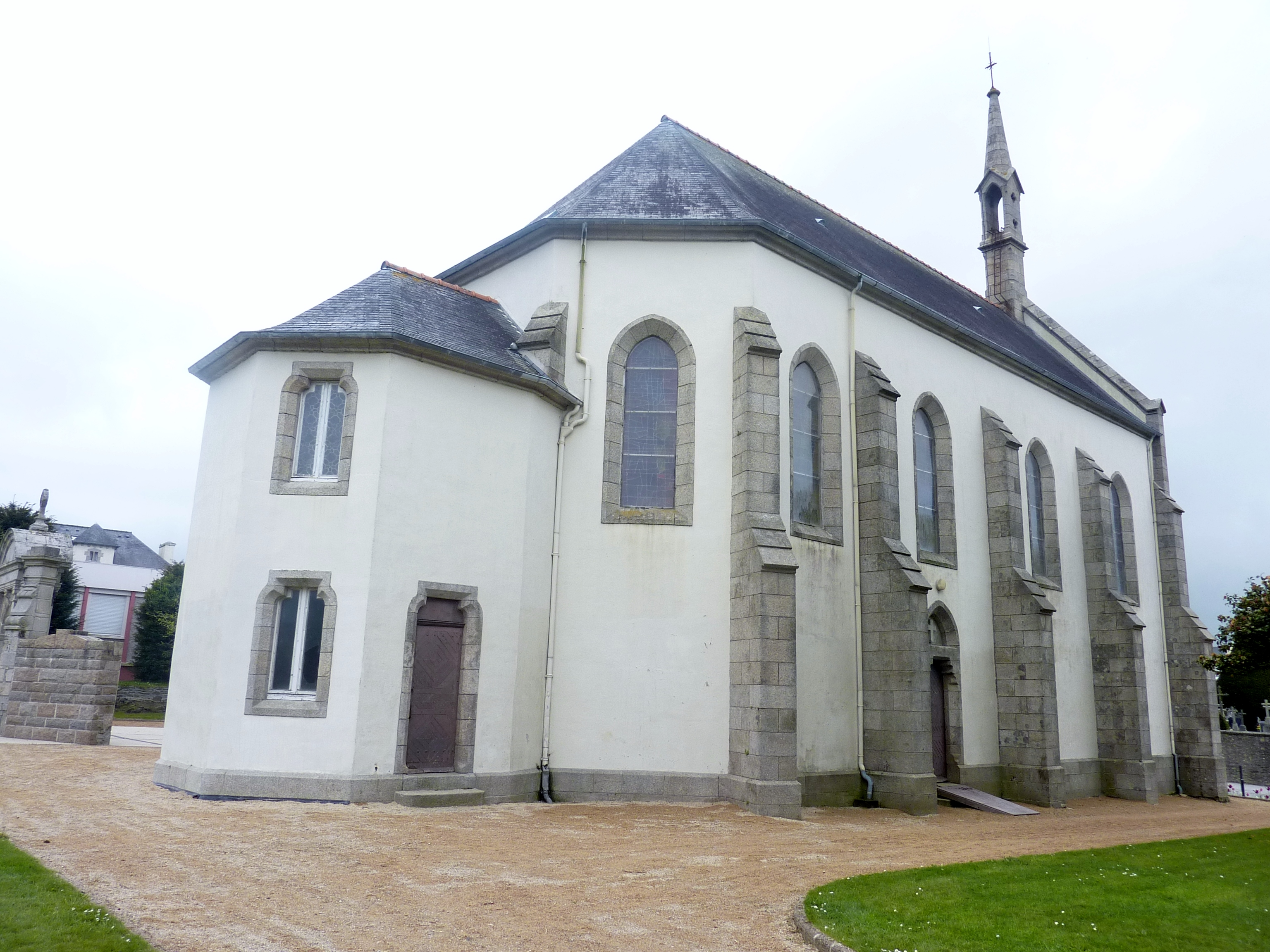
Abside.

- Chapelle Saint-Joseph, construite en 1881 par l'abbé Kervennic, curé de Lesneven, à l'emplacement d'une ancienne chapelle datant de 1509 dédiée à saint Yves ; de style néogothique, elle est désormais désaffectée pour le culte et sert de lieu d'exposition[102].
- Chapelle Saint-Egarec, construite en 1936 par le chanoine Hervé Calvez[103], à la place d'une autre chapelle datant du XVIe siècle, tombée en ruines[104]. Consacrée à saint Egarec[105], construite en béton, elle est considérée comme la plus récente des chapelles bretonnes. Son pardon a lieu le dimanche de la Trinité[106].

## Personnalités liées à la commune
- Famille Miorcec de Kerdanet.
- Claude de Parcevaux (3 avril 1700, Lesneven-14 février 1775, Brest), seigneur de Kerarméar, officier de la Marine, chef d'escadre des armées navales de la Marine royale.
- François Prat (1764 - 1833), homme politique, député du Finistère au Conseil des Cinq-Cents.
- Adolphe Le Flô (1804-1887), général, ministre de la Guerre, député, ambassadeur de France en Russie, promoteur de l'Alliance franco-russe.
- Joseph Buors (1820-1879), sculpteur.
- Martial Testard du Cosquer (22 septembre 1820, Lesneven-1869) archevêque de Port-au-Prince entre 1863 et 1869.
- Charles Huntziger (1880, Lesneven-1941), général et ministre de la Guerre.
- Alexandre Masseron (1880, Lesneven-1959, Porspoder), écrivain, hagiographe, dantologue, avocat et maire de Brest, ancien élève du collège Saint-François.
- Auguste Le Breton (1913, Lesneven-1999, Saint-Germain-en-Laye), écrivain.
- Hervé Lossec (né en 1947 à Lesneven), écrivain, président-fondateur de Ti ar Vro Leon (2000-2012).
- François Dilasser (1926, Lesneven-2012, Guilers), peintre.
- René Pétillon (1945, Lesneven-2018, Paris), auteur de bande dessinée et dessinateur de presse.
- Yvon Briant (1954, Lesneven-1992, Calvi), entrepreneur et homme politique français.
- Serge Paugam (né en 1960 à Lesneven), sociologue.
- Marc Didou (né en 1963 à Lesneven[Passage contradictoire (Contredit l'article de l'artiste)]), peintre et sculpteur.
- Hélène Bonafous-Murat (née en 1968 à Lesneven), romancière et expert en estampes anciennes et modernes.
- Olivier Cousin (né en 1972 à Lesneven), poète et romancier.
- Mickaël Buzaré, né en 1976 à Lesneven, footballeur professionnel.
- Gildas Loaëc, né en 1973 à Lesneven, est un musicien et producteur de musique français et créateur de la marque de mode Maison Kitsuné

## Événements
- Chaque été, un stage international d'aïkido et d'iaïdo se déroule à Lesneven. Il est conduit par maître Nobuyoshi Tamura et ses invités qui sont, en général, maître Yoshimitsu Yamada, Toshiro Suga et Malcolm Tiki Shewan.
- Chaque printemps et chaque été depuis 2004, Ti ar Vro - Bro Leon organise un stage de breton B & B (« Bevañ ha Brezhoneg » mais également jeu de mots sur « Bod ha Boued », Bed and breakfast) en immersion dans des familles bretonnantes du cru. La fédération organise également en mars des pré-sélections pour le concours Kan ar Bobl.
- En septembre (le deuxième week-end du mois) : fêtes publiques de la ville avec feu d'artifice, course cycliste et fête foraine.
- En novembre-décembre : festival de théâtre amateur « Lesneven en Scène » avec six troupes régionales, différentes chaque année, à l'Arvorik. Un jury décerne à l'une d'elles le prix Yves Moraud.
- Grand marché tous les lundis.

## Jumelages
- Carmarthen (Royaume-Uni) depuis 1982
- As Pontes de García Rodríguez (Espagne) depuis 1991
- Bad Heilbrunn (Allemagne) depuis le 30 avril 2013
- Pacte d'amitié avec  Kežmarok (Slovaquie) depuis 2004